# Armagnac (eau-de-vie)
Vous lisez un « bon article » labellisé en 2012.
Pour les articles homonymes, voir Armagnac.
L'armagnac est une eau-de-vie de vin produite dans les départements français du Gers, des Landes et du Lot-et-Garonne, avec des dénominations géographiquement plus restreintes : le bas-armagnac, l'armagnac-ténarèze (ou ténarèze) et le haut-armagnac. La mention blanche-armagnac (ou armagnac blanc) partage la même aire de production, mais avec un cahier des charges un peu particulier. Toutes ces dénominations doivent leur nom à l'ancienne province d'Armagnac, qui constitue une partie du vignoble du Sud-Ouest.
L'armagnac est produit dès le Moyen Âge, mais sa production massive commence au XVIIe siècle pour connaître son apogée au XIXe siècle. Eauze (en Bas-Armagnac) et Condom (en Ténarèze), toutes deux dans le Gers, en sont les centres historiques et économiques.
La fabrication des armagnacs se fait par distillation de vins blancs secs. Divers produits portent ces appellations, avec des alcools d'âge croissant, cette durée représentant le temps passé en barrique de chêne. Leurs titres alcoométriques sont supérieurs ou égaux à 40 % en volume. En 2010, 2 105 hectares de vignes ont servi à produire de l'armagnac, avec une production cette année-là de 18 900 hectolitres d'alcool pur (soit l'équivalent d'un peu plus de six millions de bouteilles de 70 cℓ).
Les savoir-faire de l'élaboration de l'armagnac sont inscrits à l'Inventaire du patrimoine culturel immatériel français depuis 2020.

## Définitions des appellations
Une appellation armagnacaise qui partage des caractéristiques proches. L'armagnac est une eau-de-vie de vin vieillie en fût de chêne, de couleur marron doré, produite sur une partie des départements du Gers, des Landes et du Lot-et-Garonne. Cette appellation générique peut être complétée par trois autres dénominations géographiques plus restreintes :
- le bas-armagnac est un armagnac produit sur la partie occidentale du Gers et la partie des Landes ;
- l'armagnac-ténarèze est un armagnac produit sur une autre partie de l'aire d'appellation, correspondant au Nord du Gers et à la partie du Lot-et-Garonne ;
- le haut-armagnac est un armagnac produit sur le reste de l'aire d'appellation, soit la partie orientale et méridionale.

Enfin, la blanche-armagnac est une mention pour une eau-de-vie un peu à part, car il s'agit d'une eau-de-vie qui n'a pas bénéficié d'un vieillissement sous bois, d'où son allure translucide.

## Histoire
Si la vigne est représentée sur les mosaïques de la villa gallo-romaine de Séviac, (près de Montréal-du-Gers), datant du Bas-Empire romain, rien ne permet de dater les débuts de la viticulture en Armagnac.

Quelques mosaïques de la villa gallo-romaine de Séviac montrant des grappes et des feuilles de vigne
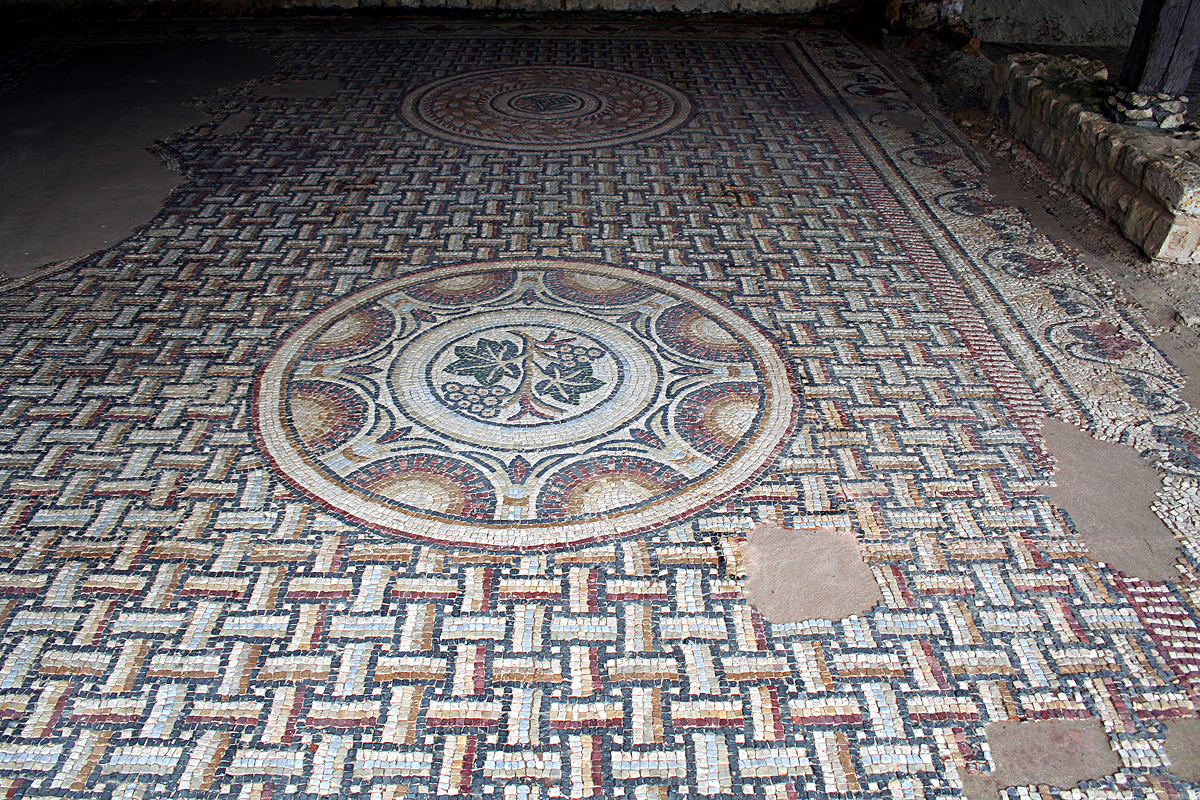
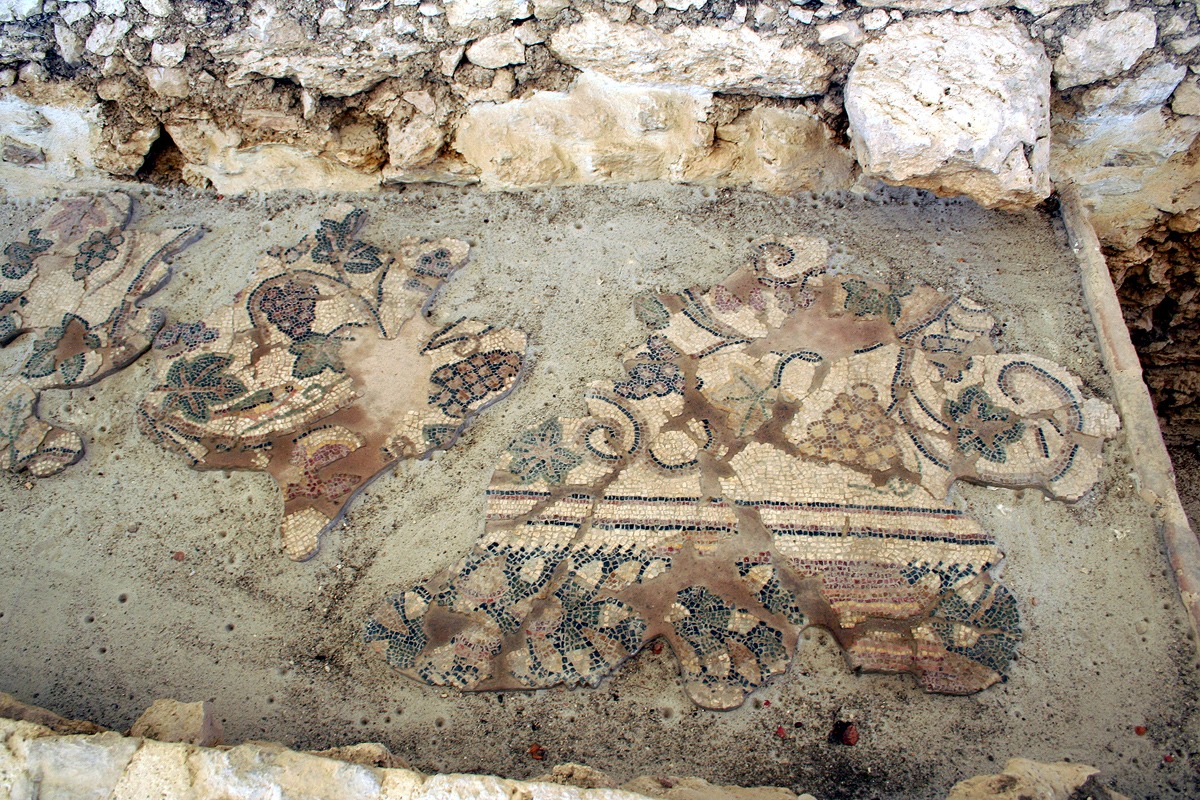
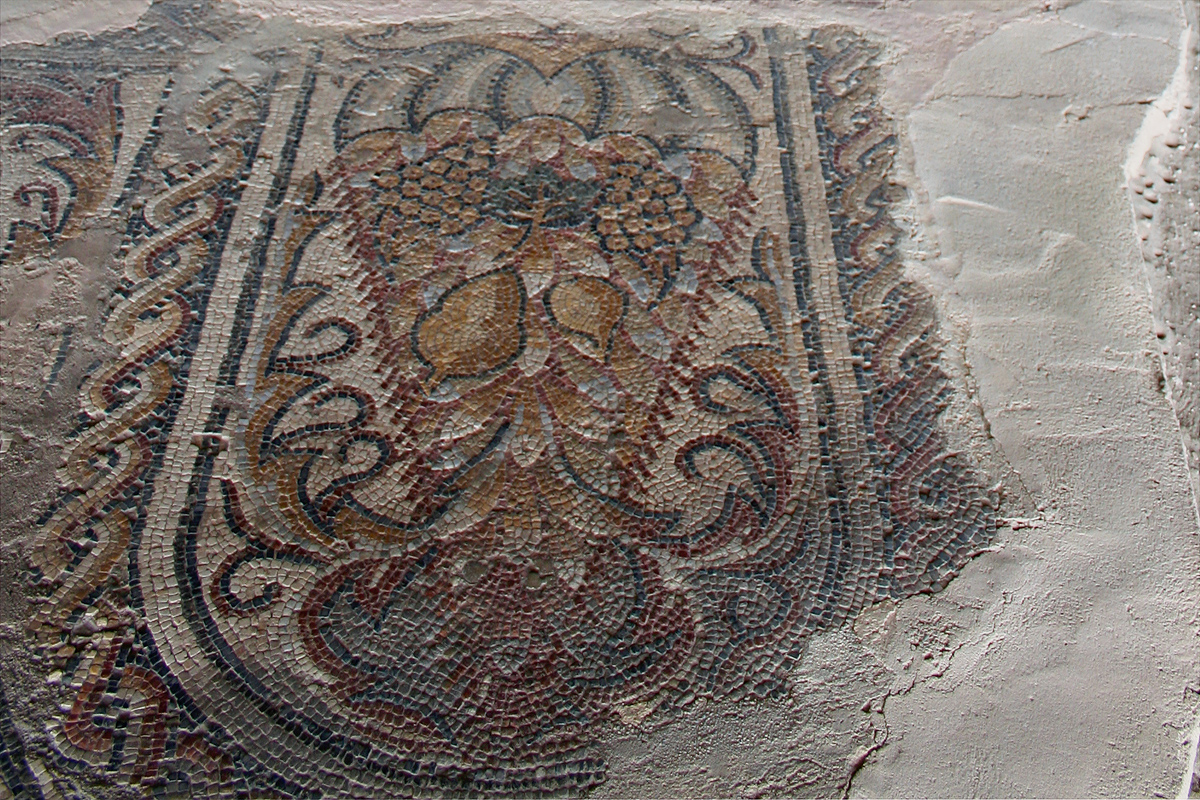

### Époque médiévale

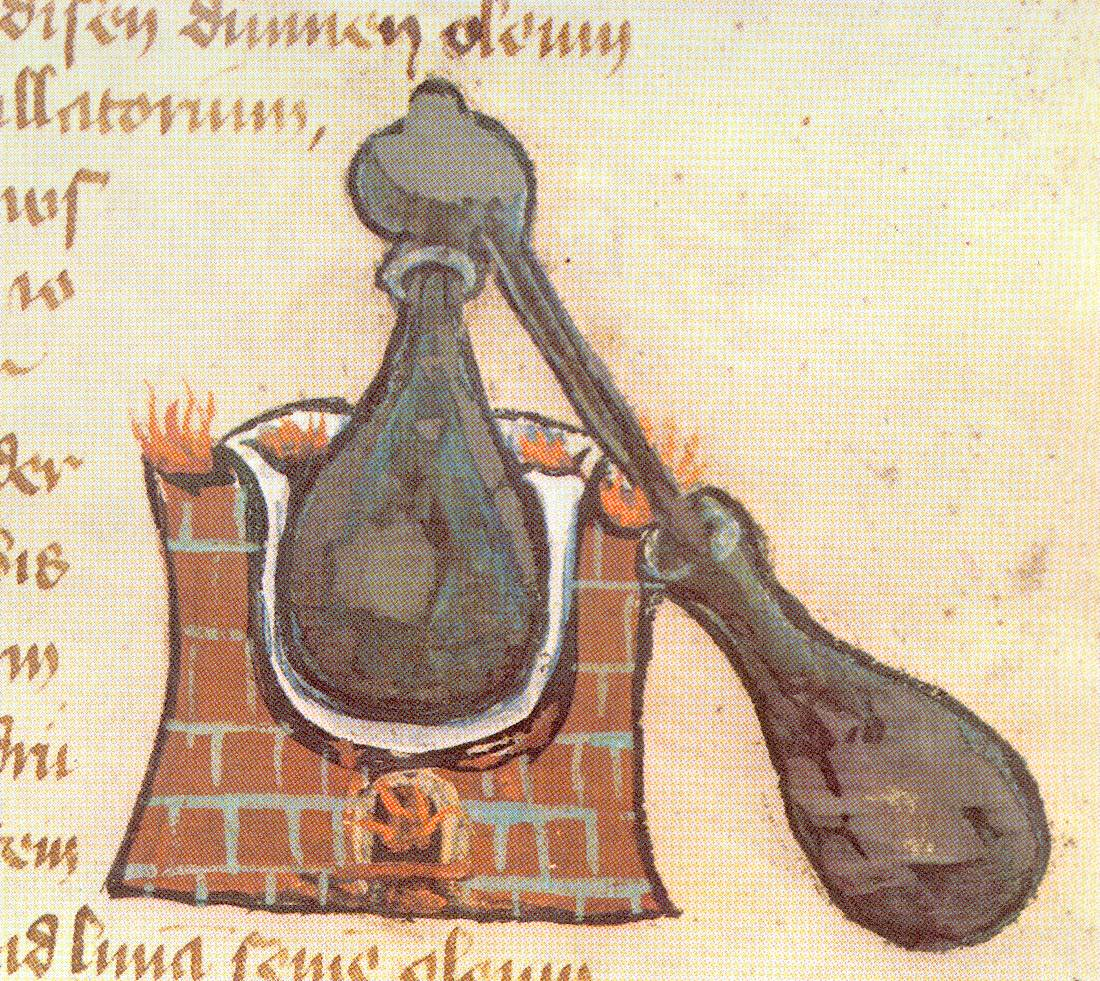
Un alambic médiéval.

Lors de la conquête musulmane de la péninsule Ibérique, les envahisseurs véhiculent avec eux de nombreux éléments de leur culture. Parmi leurs objets, l'alambic est un élément indispensable de la médecine arabe. La distillation est alors utilisée pour la fabrication de remèdes médicaux, d'huiles essentielles et de parfums. Les premiers distillateurs en France sont d'une part les moines et d'autre part la faculté de médecine de Montpellier dans un but thérapeutique : les premières traces de distillation à destination médicale datent du XIIe siècle.
Vital du Four, qui a fait ses études à Paris puis à Montpellier, écrit en 1310 un traité de médecine (Livre très utile pour garder la santé et rester en bonne forme) dans lequel il cite les 40 vertus de l'eau-de-vie de ses prieurés d'Eauze et de Saint-Mont : « L'onction fréquente d'un membre paralysé le rend à son état normal. […] Si on oint la tête, elle supprime les maux de tête, surtout ceux provenant du rhume. Et si on la retient dans la bouche, elle délie la langue, donne l'audace, si quelqu'un de timide en boit de temps en temps,. » D'autres ouvrages évoquent l'eau-de-vie comme médicament, notamment De conservanda juventute et retardanda senectute (De l'art de conserver la jeunesse et de retarder la vieillesse) d'Arnaud de Villeneuve (lui aussi formé à Montpellier, puis médecin du pape Clément V).
La vente d'eau-de-vie est attestée en 1461 sur le marché de Saint-Sever. Le document signale le paiement d'une taxe au-delà de l'équivalent de quatre litres sur le marché, preuve que cette quantité n'était pas rare :

« De même tout homme qui apportera de l'aygue ardente audit marché pour vendre, s'il a deux lots en sus et avec toutes ses fioles et appareils, qu'il paye et sera tenu de payer un morlan, »

— Extrait d'un édit réglementant l'aygue ardente sur le marché de Saint-Sever.
Cette « aygue ardente » (eau ardente) n'était pas vraiment une boisson (les alambics de l'époque en faisaient un produit peu parfumé), mais surtout un remède d'apothicaire. Charles le Mauvais, roi de Navarre, en imbibait sa chemise de nuit sur conseil de ses médecins : le 1er janvier 1387, une chandelle y mit le feu, le brûlant mortellement. Au début du XVIe siècle, en 1515, on voit apparaître en Gascogne la corporation des vinaigriers distillateurs.

### Époque moderne

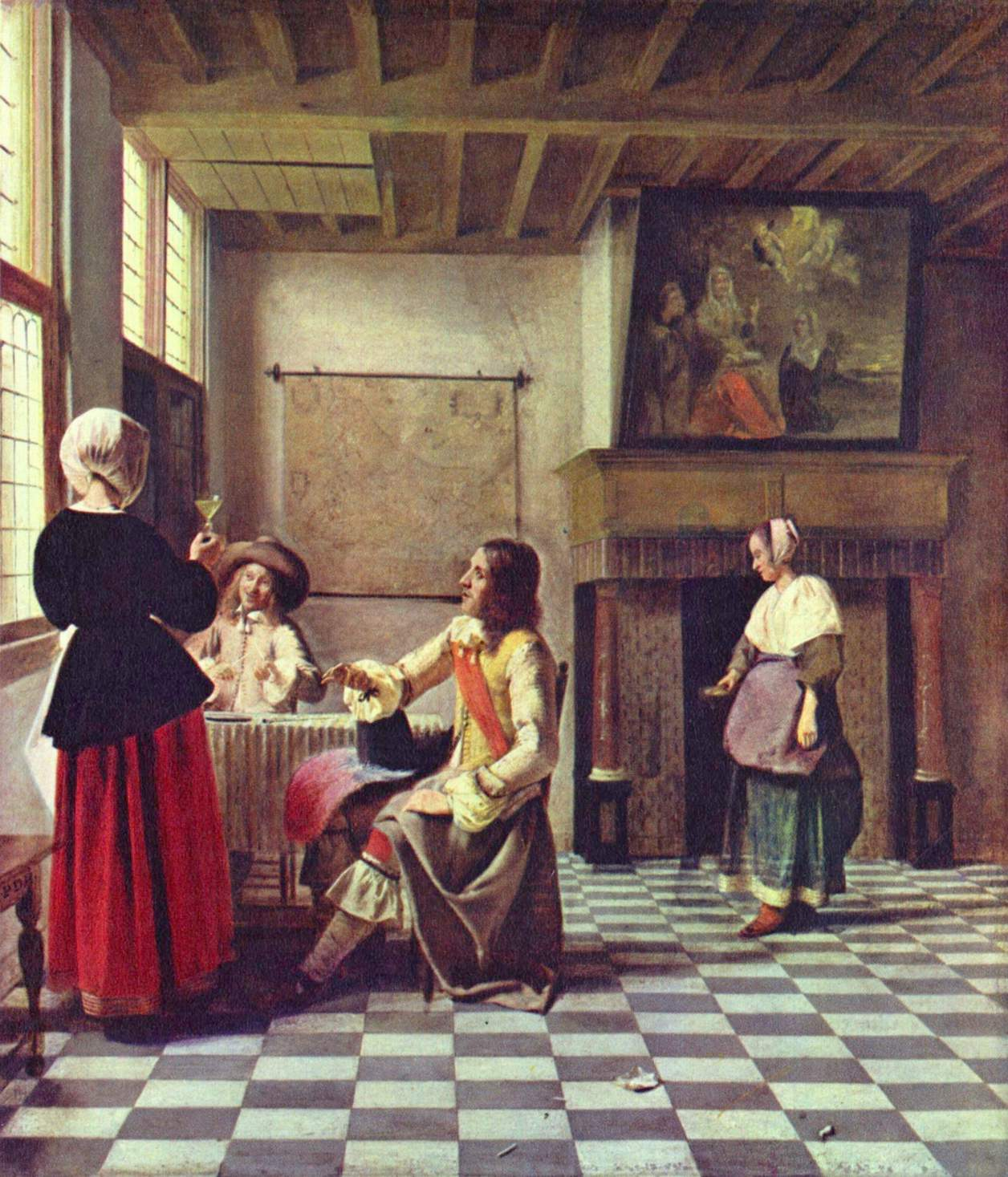
La consommation de vin blanc en Europe du Nord encourage la plantation en Armagnac. Pieter de Hooch, Femme buvant avec deux hommes, vers 1658, National Gallery.

À partir du début du XVIIe siècle, la viticulture gasconne est dopée par les achats des marchands hollandais : la demande de ces derniers encourage la plantation de grandes surfaces de raisin blanc tout le long de la façade atlantique. Comme à Bordeaux régnait le privilège bordelais (les vins du Bordelais y sont favorisés par rapport à ceux du reste du Sud-Ouest), les Hollandais vont notamment à Bayonne, où les vins des Landes et du Pays basque arrivent par l'Adour en barriques. Pour rentabiliser le transport, les vins produits plus loin à l'est sont distillés, réduisant ainsi le volume : l'eau-de-vie passe du statut de produit médical rare à celui de produit de consommation plus courant. L'armateur offre aux Hollandais à chaque voyage un tonneau de vin brûlé ; si l'eau-de-vie est consommée allongée d'eau ou pure (les Hollandais l'aromatisaient avec du genièvre), elle sert aussi à augmenter le degré d'alcool du vin par vinage permettant une meilleure conservation du produit durant son transport vers l'Europe du Nord (les Hollandais, en plus de la consommation à bord et dans les ports, réexportent jusqu'en mer Baltique).
À cette même époque, la recherche de moyens de transports de masse à coût raisonné conduit à créer des ports fluviaux et à rendre navigables les cours d'eau. Ce sera le cas, entre autres, de l'Adour et de son affluent la Midouze pour les bas-armagnacs et de la Baïse pour ceux de la Ténarèze. Un port est même créé de toutes pièces au lieu-dit « vimport » sur l'actuelle commune de Tercis-les-Bains, tout comme à Mont-de-Marsan, à Lavardac puis à Condom. Pour gagner les ports, le transport par char à bœufs est toutefois nécessaire dans une région aux rivières de petite taille.
À la mise en culture de grandes surfaces de vigne, s'ajoutent les progrès de la distillation. De notables évolutions font arriver jusqu'à aujourd'hui le nom de leurs inventeurs : Porta, Nicolas Lefèvre ou Christophe Galzer. En 1600, Olivier de Serres cite l'« enrageat », ou « piquepoult » (à ne pas confondre avec le picpoul), plus connu aujourd'hui sous le nom de folle-blanche, comme cépage utilisé pour la distillation. Cet agronome est huguenot, comme Salluste de Bartas ; lassés des massacres dont ils ont été témoins durant les guerres de Religion, ils se retirent sur leur domaine qu'ils font prospérer grâce à leur connaissance et à l'apport de techniques nouvelles.

### XIXesiècle
L'essor du commerce de l'eau-de-vie, qui profite notamment des périodes de conflits tel que la guerre d'indépendance des États-Unis, les guerres de la Révolution française et celles de la période napoléonienne (les eaux-de-vie sont recherchées aux armées et dans la marine pour leur faible volume), entraîne de nouvelles améliorations des alambics. L'alambic armagnacais est progressivement développé par Antoine de Mélet, marquis de Bonas, au tout début du XIXe siècle, ce nouveau modèle produisant en plus grande quantité et surtout avec un bien meilleur goût. Un nouveau progrès est le fait en 1818 (date du dépôt du brevet) de Jacques Tuillière, poêlier à Auch, avec un modèle d'alambic à colonne. Finalement le modèle est perfectionné en 1872 par Alphée Verdier, un producteur de Monguilhem qui a donné son nom au « système Verdier » encore utilisé actuellement.
L'habitude de faire vieillir volontairement les armagnacs dans des fûts de chêne pour les teinter et leur donner du goût date du XIXe siècle, au cours duquel l'armagnac est considéré comme de qualité inférieure au cognac (se vendant donc moins cher), mais supérieure aux autres. Jules Seillan fournit même un classement des eaux-de-vie de vin françaises : « 1° Fine-Champagne, 2° Champagne, 3° Petite-Champagne, 4° 1er Bois, 5° 2e Bois-Borderies, 6° Bas-Armagnac, 7° Saintonge, 8° Saint-Jean d'Angély, 9° Ténarèze-Armagnac, 10° Surgères, 11° Haut-Armagnac, 12° Rochelles-Aigrefeuilles, 13° Rochelles, 14° Marmande, 15° Pays, 16° 3/6 Languedoc. ». Le phylloxéra arrive dans le Cognaçais en 1879, entraînant une forte hausse de la demande et des prix de l'eau-de-vie, au grand bénéfice de l'armagnac. La maladie arrive dans le Gers à partir de 1893, moment de l'extension maximale du vignoble d'Armagnac avec 100 000 hectares (il est alors l'un des premiers départements viticoles), alors essentiellement plantés avec du « piquepoût » (ou folle-blanche), du « clairet », de l'« attrape-gourmand » et de la « malvoisie » (ou « muscatelle » ou « muscat bleu ») ; le rhum et les alcools de grain remplacent l'armagnac comme eau-de-vie courante le temps de replanter les vignes. L'encépagement change, car la folle blanche pose des problèmes pour la greffer, d'où le développement du baco blanc (dû à l'instituteur landais François Baco) et de l'ugni blanc (en provenance du Cognaçais).

### XXesiècle

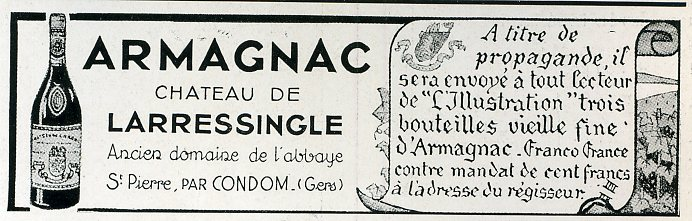
Publicité d'une firme d'armagnac dans L'Illustration au début du XXe siècle.

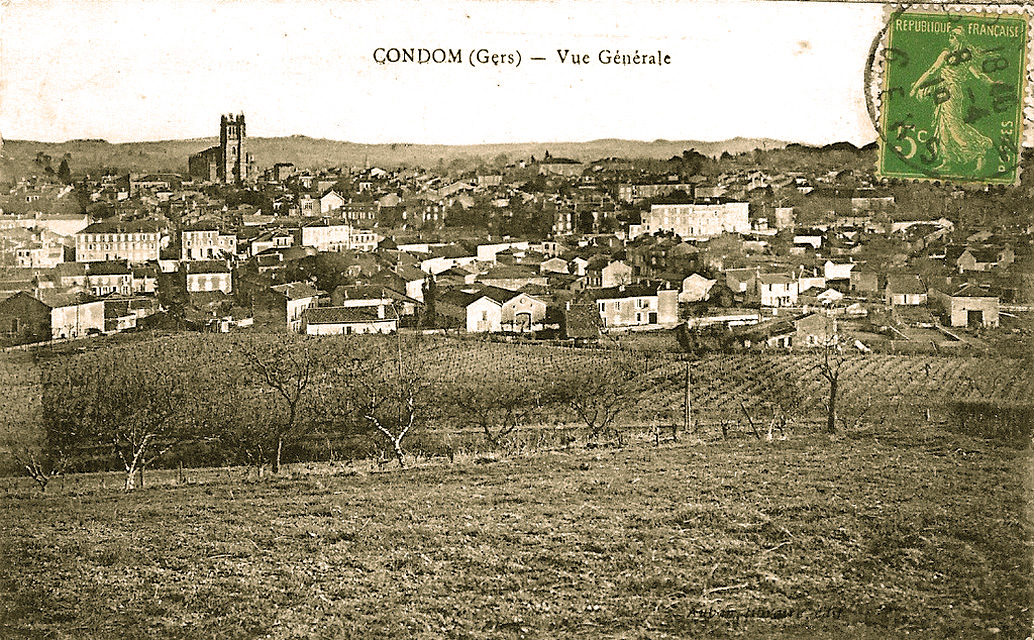
Le vignoble de Condom en 1908.

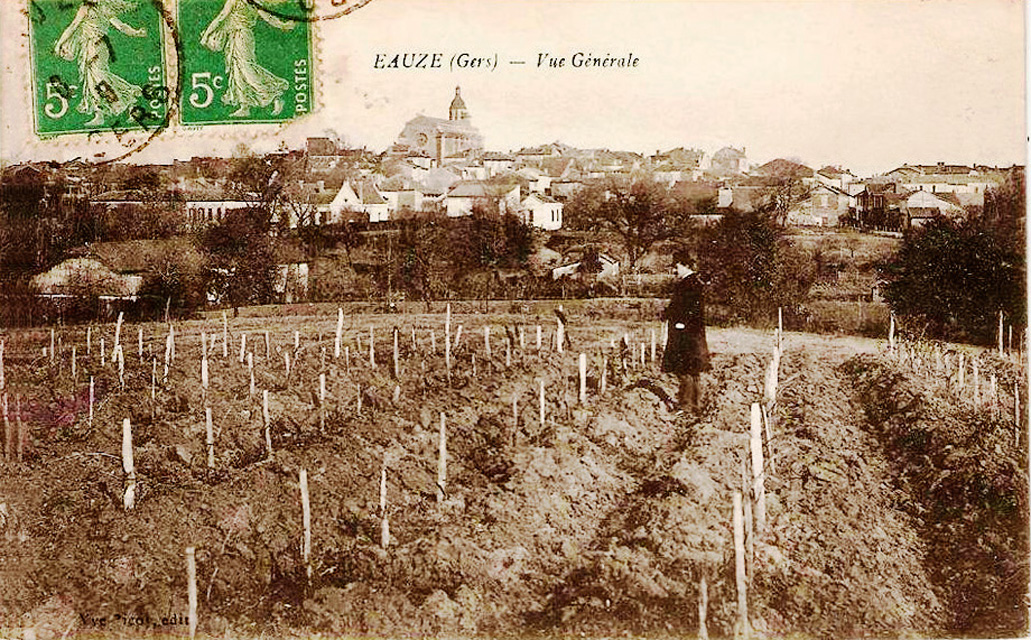
Le vignoble d'Eauze en 1910.

En 1909, la zone de production des eaux-de-vie d'Armagnac est délimitée, ainsi que sa subdivision en trois régions, par décret, signé par le président Armand Fallières (qui est natif de la partie du Lot-et-Garonne produisant l'eau-de-vie, d'une famille possédant des vignes). Les appellations contrôlées « armagnac », « bas-armagnac », « ténarèze » et « haut-armagnac » datent de 1936. Le Bureau national interprofessionnel de l'Armagnac (BNIA) est créé par un arrêté de 1941 dans le cadre de la politique corporatiste du gouvernement de Vichy et surtout de la gestion de la pénurie due à l'Occupation (le Bureau assure la répartition du sulfate de cuivre, du soufre, des piquets et du fil de fer). Ces textes n'empêchent pas la réduction de la surface plantée, mis à part de légères reprises au lendemain de la Seconde Guerre mondiale et au début des années 1970 : les producteurs réagissent à la baisse de la demande en arrachant leurs vignes ou en les reconvertissant (en replantant ou bien par surgreffage) pour produire du vin de pays (aujourd'hui dénommé IGP). Les vignes disparaissent presque totalement du Haut-Armagnac.
En 1962, l'État refond sous sa tutelle le BNIA chargé de la promotion du produit (ainsi que de l'assistance technique, l'encadrement des contrats et le contrôle), malgré l'opposition entre producteurs et négociants) ; le siège du BNIA est à Eauze. Quelques mesures sont prises pour modifier la production et améliorer les ventes d'armagnac : un décret de 1972 autorise la production d'armagnac avec des alambics à double-chauffe, ceux utilisés pour faire le cognac. En 1981, le musée municipal de Condom est transformé en musée de l'Armagnac. En 1992, l'emploi du baco blanc est interdit à partir de la récolte 2010 car il s'agit d'un hybride producteur direct et qu'ainsi l'encépagement se rapprocherait de celui du cognac (cette mesure est abandonnée quelques années plus tard). En 1994, l'appellation « ténarèze » prend le nom d'« armagnac-ténarèze », commercialement plus valorisante.

### XXIesiècle
Le décret de 2003 sur l'armagnac redéfinit les aires d'appellation, réduisant l'appellation haut-armagnac en excluant les communes du Gers au sud de Marciac et de Mirande et les communes du Lot-et-Garonne à l'est de Francescas. Le décret de 2005 réforme l'intégralité de celui de 1936, avec l'augmentation des densités de plantation (qui passent à 3 000 pieds par hectare, mais avec dérogation jusqu'en 2029), le maintien du cépage baco blanc et la création d'une nouvelle appellation, la « blanche-armagnac » (l'armagnac blanc). La même année, le BNIA échoue à obtenir l'obligation d'embouteiller dans l'aire d'appellation, par un amendement proposé par un sénateur local (Aymeri de Montesquiou) finalement refusé. Un arrêté de 2007 sur le vieillissement de l'armagnac soumet désormais les stocks d'eaux-de-vie armagnacaises à des contrôles, avec notamment le suivi des « comptes d'âge » (avec des déclarations et des certificats) par le BNIA.
En 2010, le BNIA a organisé l'anniversaire des 700 ans du traité de Vital du Four, pris comme acte fondateur de l'eau-de-vie en Armagnac, pour faire parler de l'appellation. En 2014, un nouveau cahier des charges regroupe toutes les appellations d'armagnac au sein d'une seule ; le bas-armagnac, l'armagnac-ténarèze et le haut-armagnac deviennent des dénominations géographiques complémentaires tandis que la blanche-armagnac devient une mention de cette appellation. Le cahier des charges est modifié en mars 2025.

### Étymologie
Les appellations doivent leur nom à l'ancienne province d'Armagnac. Herreman, un soldat franc de l'époque de Clovis, fut nommé seigneur d'un fief gascon ; le nom francique herreman aurait été latinisé en Arminius, puis devenu « Armagnac » en gascon. Les termes de Bas- et de Haut-Armagnac renvoient à l'altitude, le Bas-Armagnac étant plutôt en aval du second.
Quant au toponyme « Ténarèze », il s'agit selon Paul Labrouche d'une déformation du latin iter cesarum (le « chemin de César », César étant un titre des empereurs romains, ne désignant pas forcément Jules César), soit une ancienne route reliant la vallée de la Garonne à celle de l'Èbre, en passant par Sos, Labarrère, Allez-et-Cazeneuve, Saint-Christaud, Lupiac, Dému, Miélan, Arreau et peut être le chemin de la vallée d'Aure (menant aux ports d'Ourdissétou et du Plan).

## Vignoble
L'ensemble de l'aire d'appellation des différents armagnacs couvre une superficie approximative de 590 000 hectares, mais qui est majoritairement utilisé par les cultures céréalières (maïs, blé), oléagineuses (tournesol) et fourragères. L'essentiel du vignoble se trouve dans le Bas-Armagnac et la Ténarèze, le Haut-Armagnac n'ayant que quelques vignes très isolées ; sur les 11 000 hectares revendiqués en 1987, 9 200 sont situés dans le Gers, 1 400 dans les Landes et 400 en Lot-et-Garonne, ; en 2011, sur les 2 200 ha consacrés à l'élaboration d'armagnac, environ 1 800 ha sont dans le Gers et 400 dans les Landes. Une partie importante de ces surfaces viticoles fournit une production vendue directement sous forme de vin (IGP ou vin de table), car l'aire de production de l'armagnac couvre tout ou partie de celles de plusieurs autres appellations viticoles : les côtes-de-saint-mont, les côtes-de-gascogne, les côtes-du-condomois, les côtes-de-montestruc, etc. d'où une réduction des surfaces réellement consacrées à la production d'armagnac (elles sont déclarées annuellement).
|          | 1995   | 1996   | 1997  | 1998  | 1999  | 2000  | 2001  | 2002  | 2003  | 2004  | 2005  | 2006  | 2007  | 2008  | 2009  | 2010  | 2011  |
| -------- | ------ | ------ | ----- | ----- | ----- | ----- | ----- | ----- | ----- | ----- | ----- | ----- | ----- | ----- | ----- | ----- | ----- |
| Surfaces | 11 007 | 10 963 | 8 150 | 7 284 | 8 008 | 7 819 | 5 930 | 4 120 | 4 786 | 3 711 | 3 288 | 4 111 | 2 492 | 1 683 | 2 149 | 2 105 | 2 246 |

Ces surfaces, en forte réduction, sont très inférieures aux 72 990 hectares servant à la production du cognac qui, elles, se maintiennent.

### Aires d'appellation
| \| Auch Cazaubon Eauze Nogaro Vic-Fezensac Aignan Riscle Condom Marciac Bas-Armagnac Ténarèze Haut-Armagnac \| Les aires d'appellation dans le Gers :- le Bas-Armagnac - la Ténarèze - le Haut-Armagnac |
| Auch Cazaubon Eauze Nogaro Vic-Fezensac Aignan Riscle Condom Marciac Bas-Armagnac Ténarèze Haut-Armagnac                                                                                                |

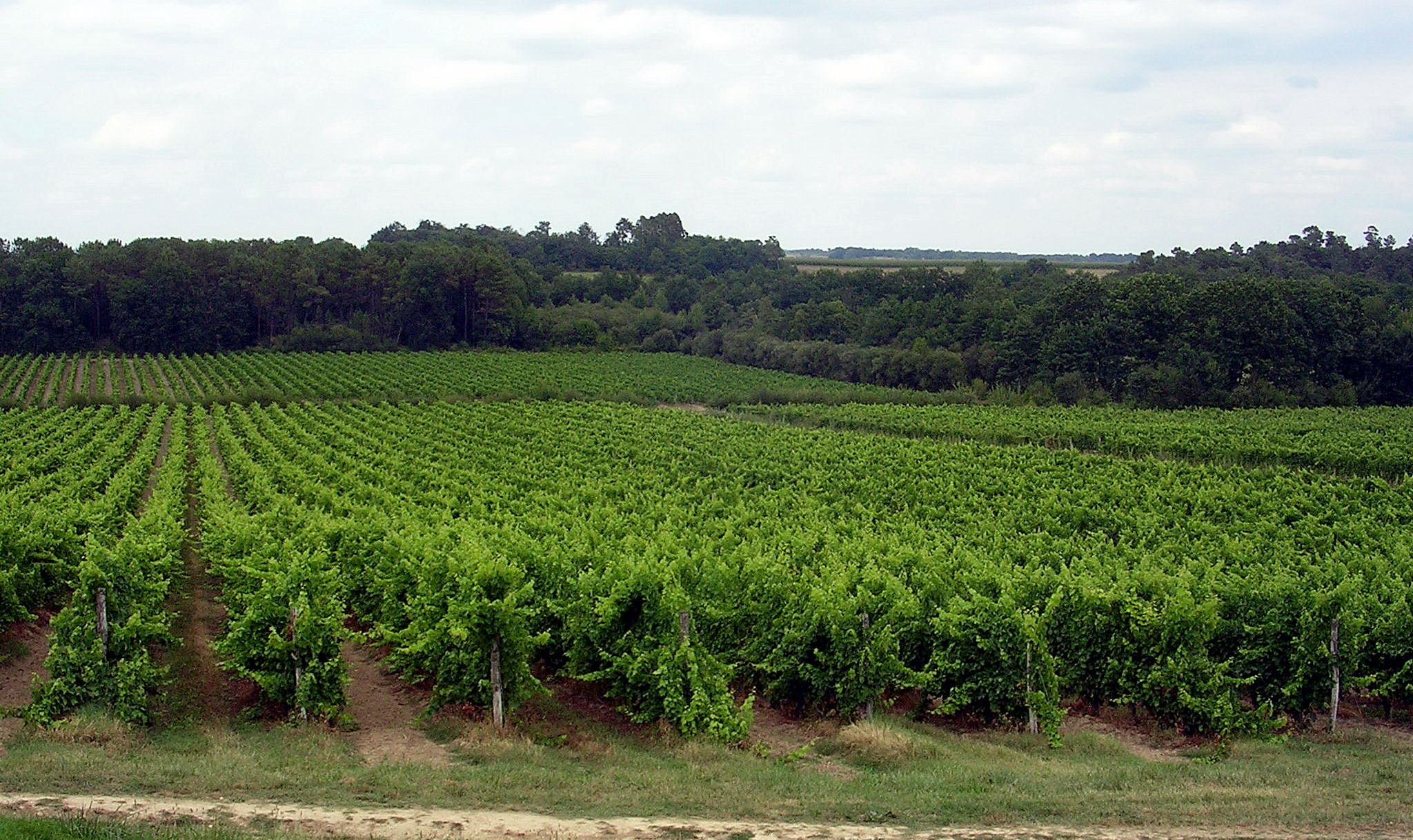
Le vignoble d'Armagnac, entre Landes et Gers.

L'appellation d’origine contrôlée armagnac et la mention blanche-armagnac sont produites sur trois départements : le Gers, les Landes et le Lot-et-Garonne.
Dans le Gers sont concernées 245 communes, soit plus de la moitié de celles du département, regroupées au centre et au nord-ouest. Il s'agit des cantons gersois d'Aignan, d'Auch-Nord-Est, d'Auch-Nord-Ouest, d'Auch-Sud-Est-Seissan (Labarthe et Seissan exclus), d'Auch-Sud-Ouest, de Cazaubon, de Condom, d'Eauze, de Fleurance (Taybosc exclu), de Jegun, de Lectoure, la moitié de celui de Marciac (Armentieux, Juillac, Ladevèze-Rivière, Ladevèze-Ville, Marciac, Scieurac-et-Flourès et Tourdun), un bout de celui de Mirande (seulement Labéjan, Lamazère, Loubersan et Miramont-d'Astarac), la totalité de ceux de Montesquiou, de Montréal, de Nogaro, de Plaisance, de Riscle, de Valence-sur-Baïse et de Vic-Fezensac.
| \| Mont-de-Marsan Bas-Armagnac \| Les aires d'appellation dans · les Landes. |
| Mont-de-Marsan Bas-Armagnac                                                  |

Dans le département des Landes, les deux AOC concernent les 25 communes suivantes :
Aire-sur-l'Adour, Arthez-d'Armagnac, Betbezer-d'Armagnac, Bourdalat, Castandet, Cazères-sur-l'Adour, Créon-d'Armagnac, Escalans, Le Frêche, Gabarret, Hontanx, Labastide-d'Armagnac, Lacquy, Lagrange, Lussagnet, Mauvezin-d'Armagnac, Montégut, Parleboscq, Perquie, Saint-Gein, Saint-Julien-d'Armagnac, Saint-Justin, Sainte-Foy, Le Vignau et Villeneuve-de-Marsan.
| \| Agen Nérac Ténarèze \| Les aires d'appellation dans · le Lot-et-Garonne. |
| Agen Nérac Ténarèze                                                         |

En Lot-et-Garonne, les 19 communes concernées sont : Andiran, Calignac, Fieux, Francescas, Fréchou, Gueyze, Lannes, Lasserre, Lavardac, Meylan, Mézin, Moncrabeau, Nérac, Poudenas, Réaup-Lisse, Saint-Pé-Saint-Simon, Sainte-Maure-de-Peyriac, Sos et Villeneuve-de-Mézin.
Les dénominations géographiques bas-armagnac, armagnac-tenarèze et haut-armagnac ont des aires de production plus restreintes.
Celle du bas-armagnac couvre d'une part dans le Gers l'intégralité des cantons de Cazaubon, de Nogaro et d'Eauze, ainsi que des parties des cantons d'Aignan (communes d'Avéron-Bergelle, Fustérouau, Margouët-Meymes, Sarragachies et Termes-d'Armagnac) et de Riscle (Arblade-le-Bas, Barcelonne-du-Gers, Caumont, Gée-Rivière, Lelin-Lapujolle, Maulichères, Saint-Germé, Tarsac et Vergoignan) et d'autre part dans les Landes des parties des cantons de Gabarret (Betbezer-d'Armagnac, Créon-d'Armagnac, Escalans, Gabarret, Lagrange, Mauvezin-d'Armagnac, Parleboscq et Saint-Julien-d'Armagnac), de Grenade (Castandet, Cazères-sur-l'Adour, Lussagnet et Le Vignau), de Roquefort (Labastide-d'Armagnac et Saint-Justin) et de Villeneuve-de-Marsan (Saint-Gein et la partie du canton située à l'est de la route de Bordeaux à Pau), ainsi que la partie de la commune d'Aire-sur-l'Adour située sur la rive droite de l'Adour.
Celle de l'armagnac-ténarèze couvre d'une part dans le Gers l'intégralité des cantons de Montréal, de Valence-sur-Baïse, de Condom et de Vic-Fezensac, ainsi qu'une partie du canton d'Aignan (Aignan, Bouzon-Gellenave, Castelnavet, Loussous-Débat, Lupiac, Pouydraguin, Sabazan et Saint-Pierre-d'Aubézies), d'autre part en Lot-et-Garonne tout le canton de Mézin, ainsi que des parties des cantons de Nérac (Andiran, Fréchou et Nérac) et de Francescas (Fieux, Francescas, Lasserre et Moncrabeau).
Enfin celle du haut-armagnac couvre d'une part dans le Gers les cantons d'Auch-Nord-Ouest, d'Auch-Nord-Est, d'Auch-Sud-Ouest, d'Auch-Sud-Est-Seissan, de Jegun, de Lectoure, de Fleurance, de Marciac (la partie nord), de Mirande, de Montesquiou et de Plaisance, ainsi qu'une partie du canton de Riscle (Aurensan, Bernède, Corneillan, Labarthète, Lannux, Projan, Riscle, Saint-Mont, Ségos, Verlus et Viella).

### Géologie et orographie
L'aire de production de l'armagnac comporte trois zones géographiques avec des caractéristiques géologiques différentes : le Bas-Armagnac, la Ténarèze et le Haut-Armagnac. Les trois sont implantés sur le cône de déjection de Lannemezan, cône formé des débris (argiles, sables et galets) arrachés par l'érosion aux Pyrénées. L'ensemble est très vallonné, les vallées presque parallèles présentant un profil dissymétrique caractéristique de la Gascogne : le versant de rive droite, exposé aux vents d'ouest, est court et abrupt, tandis que le versant gauche est relativement long et en pente douce.
Le Bas-Armagnac ou « Armagnac noir » car un peu boisé, se situe à l'ouest de l'Armagnac, à cheval sur l'Ouest du Gers (autour de Nogaro et d'Eauze) et le Sud-Est des Landes (près de Villeneuve-de-Marsan). Le relief y est constitué de coteaux aux pentes faibles découpés par les vallées de la Douze et du Midou (ou Midour) qui coulent vers le nord-ouest (pour se jeter dans l'Adour). Le sous-sol est composé de formations de la fin du Tertiaire, avec en sommet quelques lambeaux de glaise bigarrée du Tortonien (Miocène supérieur) recouvrant la principale formation dite des sables fauves, c'est-à-dire des sables argileux (kaolinite), ferrugineux, roux à orangés et très micacés du Serravallien (Miocène moyen) formant une épaisse couche (jusqu'à 35 mètres). Le sol qui en résulte est argilo-sableux, localement appelé boulbène. Quant aux pentes des coteaux, elles sont formées de molasses, qui sont des argiles plus ou moins carbonatées ou sableuses datant du Chattien au Burdigalien (Oligo-Miocène). Les terrasses fluviales (du Riss) et les fonds de vallée (de l'Holocène) ne sont pas plantés de vignes,.
La Ténarèze ou « Condomois » s'étend à cheval sur le Nord du Gers (autour de Condom) et le sud du Lot-et-Garonne. Le paysage est découpé par les vallées de la Gélise, de l'Auzoue, de l'Osse, de la Baïse et de l'Auvignon, qui coulent vers le nord (pour se jeter dans la Garonne). Les hauteurs entre ces vallées sont constituées de formations argilo-calcaires (successions de marnes et de bancs de calcaire terreux avec des lentilles sableuses) dites de Gondrin et de Herret datant du Burdigalien (Miocène inférieur), parfois surmontés de dépôts mêlés de débris calcaires. Ce sous-sol donne des sols variés, argilo-calcaires peu profond de rendzine (appelé localement les « peyrusquets ») ou plus épais (les « terreforts »), ou vers l'ouest argilo-sableux (les « boulbènes »). Les versants des coteaux sont formés de molasses donnant des sols argileux avec galets,.
Le Haut-Armagnac est à l'est de l'appellation, il est dit « Armagnac blanc » à cause des collines composées de calcaires marneux, surmontés de boulbènes très argileuses avec des galets (sols difficiles à travailler, proche des terreforts), les versants des coteaux étant surtout composés de molasses.

### Climatologie
La Gascogne bénéficie d'un climat océanique (les précipitations sont réparties toute l'année) avec des influences méditerranéennes (l'hiver reste doux, l'été est chaud avec des orages violents) et continentales (baisse des précipitations vers l'est). Le vent d'ouest apporte de l'humidité, le vent d'est (vent d'autan) de la chaleur. Les nuances climatiques sont marquées dans l'aire de production entre la partie occidentale (le Bas-Armagnac) qui est plus humide et la partie orientale (Téranèze et Haut-Armagnac) qui est plus sèche.
La station météo de Mont-de-Marsan (sur la BA 118, à 59 mètres d'altitude : 43° 54′ 35″ N, 0° 30′ 00″ O) se trouve en bordure occidentale de l'aire d'appellation (à proximité du Bas-Armagnac). Ses valeurs climatiques sont :
| Mois                              | jan. | fév. | mars | avril | mai  | juin | jui. | août | sep. | oct. | nov. | déc. | année |
| --------------------------------- | ---- | ---- | ---- | ----- | ---- | ---- | ---- | ---- | ---- | ---- | ---- | ---- | ----- |
| Température minimale moyenne (°C) | 1,3  | 2,1  | 3,1  | 5,8   | 9,2  | 12,2 | 14,3 | 14   | 11,6 | 8,3  | 4,2  | 1,9  | 7,3   |
| Température moyenne (°C)          | 5,8  | 7,1  | 8,9  | 11,4  | 14,9 | 18,1 | 20,7 | 20,2 | 18,1 | 14,1 | 9    | 6,2  | 12,9  |
| Température maximale moyenne (°C) | 10,2 | 12   | 14,6 | 17,1  | 20,6 | 24   | 27,1 | 26,5 | 24,7 | 19,8 | 13,8 | 10,4 | 18,4  |
| Nombre de jours avec gel          | 11,5 | 9,6  | 8,9  | 2,7   | 0,2  | 0    | 0    | 0    | 0,1  | 1,1  | 6,1  | 11,5 | 51,7  |
| Ensoleillement (h)                | 89   | 107  | 161  | 173   | 199  | 217  | 252  | 223  | 199  | 153  | 100  | 80   | 1 953 |
| Précipitations (mm)               | 93,6 | 90   | 77,1 | 81,3  | 93,4 | 62,8 | 49,5 | 66,7 | 66,6 | 84,1 | 90,8 | 91,8 | 947,7 |
| Nombre de jours d'orage           | 0,9  | 0,9  | 1,3  | 2,5   | 5,4  | 5,1  | 5,6  | 6,1  | 3,8  | 1,6  | 1    | 0,6  | 34,8  |

| Mois                              | jan. | fév.  | mars  | avril | mai   | juin  | jui.  | août  | sep.  | oct.  | nov.  | déc. | année |
| --------------------------------- | ---- | ----- | ----- | ----- | ----- | ----- | ----- | ----- | ----- | ----- | ----- | ---- | ----- |
| Température minimale moyenne (°C) | 2,1  | 1,8   | 4,2   | 6,7   | 10,4  | 13,7  | 15,5  | 15,4  | 11,9  | 9,2   | 5,1   | 2,6  | 8,2   |
| Température moyenne (°C)          | 6,5  | 7,2   | 10,3  | 12,7  | 16,3  | 19,6  | 21,6  | 21,8  | 18,5  | 14,8  | 9,7   | 7    | 13,8  |
| Température maximale moyenne (°C) | 10,9 | 12,7  | 16,4  | 18,7  | 22,3  | 25,5  | 27,8  | 28,2  | 25    | 20,4  | 14,4  | 11,4 | 19,5  |
| Nombre de jours avec gel          | 10,5 | 11,2  | 6,4   | 1,7   | 0,2   | 0     | 0     | 0     | 0     | 1,5   | 5     | 9,6  | 46,1  |
| Ensoleillement (h)                | 88,8 | 113,9 | 165,4 | 174,1 | 195,9 | 213,7 | 232,9 | 226,3 | 199,2 | 149,5 | 97,3  | 85,2 | 1 942 |
| Précipitations (mm)               | 82,2 | 61,8  | 68,6  | 87,7  | 79,1  | 73    | 55,4  | 59,7  | 72,6  | 85,4  | 105,1 | 87,5 | 918,1 |

| Diagramme climatique                                  |             |             |             |              |            |              |              |            |             |              |             |
| J                                                     | F           | M           | A           | M            | J          | J            | A            | S          | O           | N            | D           |
| 10,92,182,2                                           | 12,71,861,8 | 16,44,268,6 | 18,76,787,7 | 22,310,479,1 | 25,513,773 | 27,815,555,4 | 28,215,459,7 | 2511,972,6 | 20,49,285,4 | 14,45,1105,1 | 11,42,687,5 |
| Moyennes : • Temp. maxi et mini °C • Précipitation mm |             |             |             |              |            |              |              |            |             |              |             |

La station de Mont-de-Marsan subit en moyenne 46 jours de gel par an, dont près de la moitié concentrée sur décembre et janvier, mais un gel tardif d'avril peut détruire les bourgeons comme cela s'est produit le 7 avril 2008. La neige est rare (un jour en moyenne en janvier puis en février). Les orages frappent du mois de mai jusqu'au début de septembre (à raison de cinq à six jours par mois en moyenne), apportant quelquefois de la grêle qui peut ravager les vignes. Ces moyennes météorologiques connaissent des variations annuelles, qui ont une influence sur l'état des vignes, sur les rendements et donc sur le volume de production.
La station météo d'Auch (à122 mètres d'altitude : 43° 41′ 20″ N, 0° 36′ 04″ E) se trouve dans la partie orientale de l'aire d'appellation, dans le Haut-Armagnac. Ses valeurs climatiques sont :
| Mois                              | jan. | fév. | mars  | avril | mai   | juin  | jui.  | août  | sep.  | oct.  | nov. | déc. | année   |
| --------------------------------- | ---- | ---- | ----- | ----- | ----- | ----- | ----- | ----- | ----- | ----- | ---- | ---- | ------- |
| Température minimale moyenne (°C) | 1,6  | 1,5  | 3,9   | 6,5   | 10,1  | 13,6  | 15,4  | 15,4  | 12    | 9,1   | 4,7  | 2,1  | 8       |
| Température moyenne (°C)          | 5,9  | 6,6  | 9,6   | 12,1  | 15,8  | 19,5  | 21,6  | 21,8  | 18,4  | 14,6  | 9,3  | 6,4  | 13,5    |
| Température maximale moyenne (°C) | 10,2 | 11,7 | 15,3  | 17,8  | 21,5  | 25,4  | 27,8  | 28,2  | 24,8  | 20    | 13,9 | 10,8 | 18,9    |
| Ensoleillement (h)                | 89,2 | 115  | 167,5 | 180,3 | 200,7 | 213,4 | 239,5 | 231,4 | 203,3 | 152,1 | 98,7 | 84,9 | 1 975,9 |
| Précipitations (mm)               | 62   | 45,8 | 49,5  | 64,2  | 72,9  | 58,6  | 55,1  | 56,2  | 53    | 55,8  | 64,1 | 58,6 | 695,8   |

| Diagramme climatique                                  |             |             |             |              |              |              |              |          |           |             |             |
| J                                                     | F           | M           | A           | M            | J            | J            | A            | S        | O         | N           | D           |
| 10,21,662                                             | 11,71,545,8 | 15,33,949,5 | 17,86,564,2 | 21,510,172,9 | 25,413,658,6 | 27,815,455,1 | 28,215,456,2 | 24,81253 | 209,155,8 | 13,94,764,1 | 10,82,158,6 |
| Moyennes : • Temp. maxi et mini °C • Précipitation mm |             |             |             |              |              |              |              |          |           |             |             |

### Encépagement

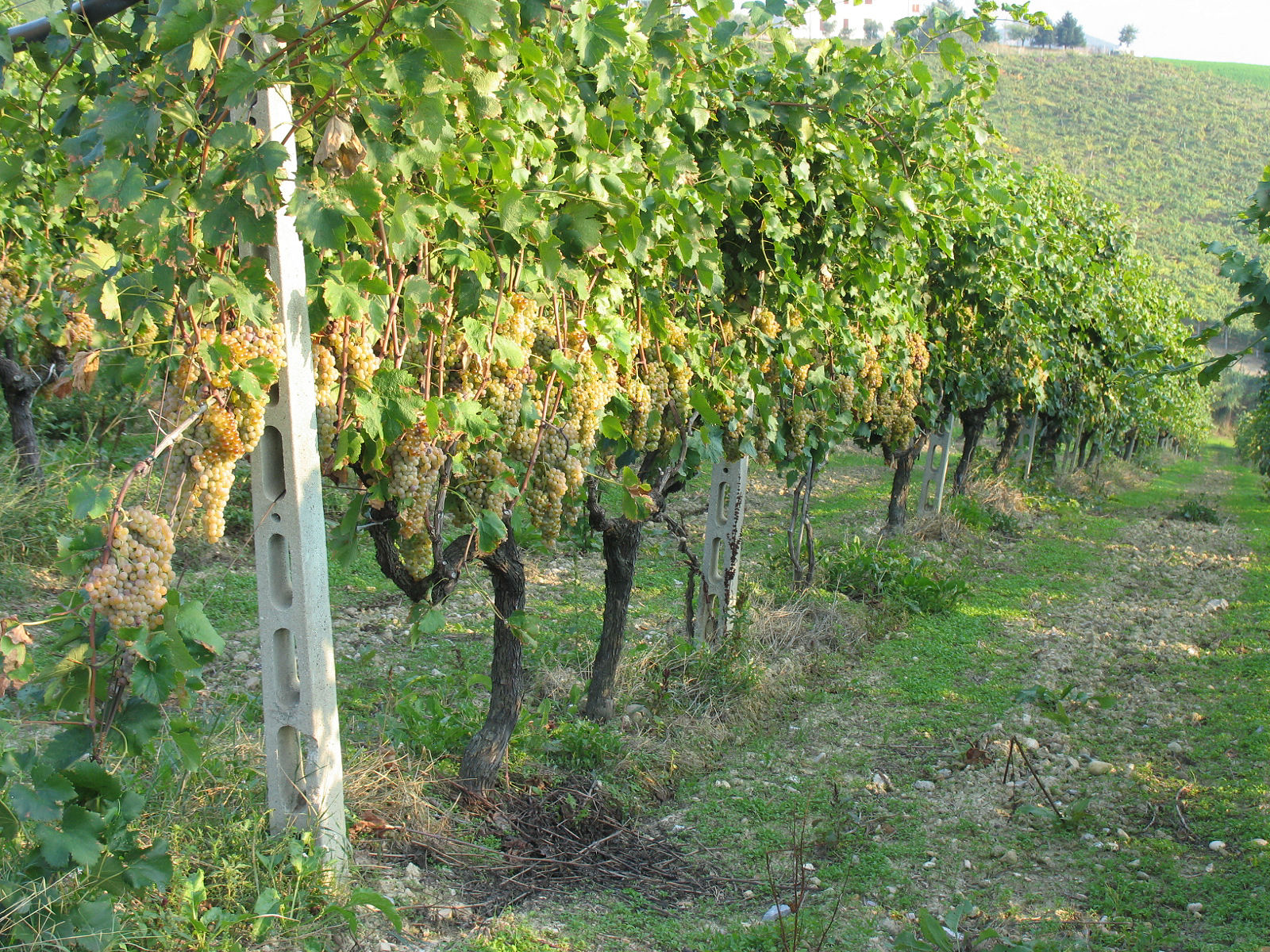
Récolte abondante d'ugni blanc.

Les cépages répertoriés par le cahier des charges sont le baco blanc B, la blanc dame B, le colombard B, la folle-blanche B, le plan de graisse B, le jurançon blanc B, le mauzac B, le mauzac rosé Rs, le meslier Saint-François B et l'ugni blanc B. Dans la réalité, seuls quatre d'entre eux ont des surfaces représentatives.
L'ugni blanc (appelé localement le « saint-émilion »), est le plus courant. Originaire d'Italie (où il s'appelle Trebbiano toscano), introduit au XIXe siècle en provenance du Cognaçais, il a permis de reconstituer le vignoble dévasté par le phylloxera. Réputé pour son acidité et ses rendements, mais peu aromatique, il convient particulièrement pour faire des eaux-de-vie. En 2011, il y a 3 024 hectares d'ugni blanc plantés dans le Gers, 299 ha dans les Landes et 176 ha en Lot-et-Garonne, dont une partie sert à produire les IGP locaux (en assemblage avec des cépages plus aromatiques).
Le baco blanc (dit aussi le « baco 22 A », d'après le rang dans la pépinière expérimentale), hybride de la folle blanche et du noah américain (c'est un hybride producteur direct), a été créé par François Baco, instituteur des Landes. Ce cépage est un gros producteur, donnant un arôme fruité mais foxé (un peu rude) aux assemblages. Il y a 436 hectares de baco blanc dans le Gers et 241 ha dans les Landes, ne servant qu'à faire de l'eau-de-vie (les surfaces sont en réduction).
Le colombard donne des arômes fruités très prononcés et épicés aux assemblages. Il y a 5 714 hectares de colombard plantés dans le Gers (il s'agit du cépage blanc le plus présent dans le département, en augmentation), 373 ha dans les Landes et 318 ha en Lot-et-Garonne : ce cépage est très minoritaire dans l'assemblage de l'armagnac, il sert surtout pour élaborer des IGP côtes-de-gascogne.
La folle-blanche (« folle » car très vigoureuse) donne de gros volumes de vins acides et peu alcoolisés, ce qui en fait un excellent cépage pour les eaux-de-vie. Ce cépage représentait la base de l'encépagement avant la crise du phylloxera ; la difficulté de la greffer et la sensibilité aux maladies qui en a découlé l'ont rendue plus rare. Sa qualité lui vaut cependant de rester présente dans le vignoble, : il ne reste que 101 hectares de folle blanche dans le Gers et 55 ha dans les Landes.
L'ugni blanc représente 55 % des surfaces déclarées pour la production d'armagnac, la baco 22A 35 % et la folle blanche 2 %. Les autres cépages ne sont que des reliques de la multitude de cépages du Sud-Ouest distillés jadis et leur surface n'est qu'anecdotique.

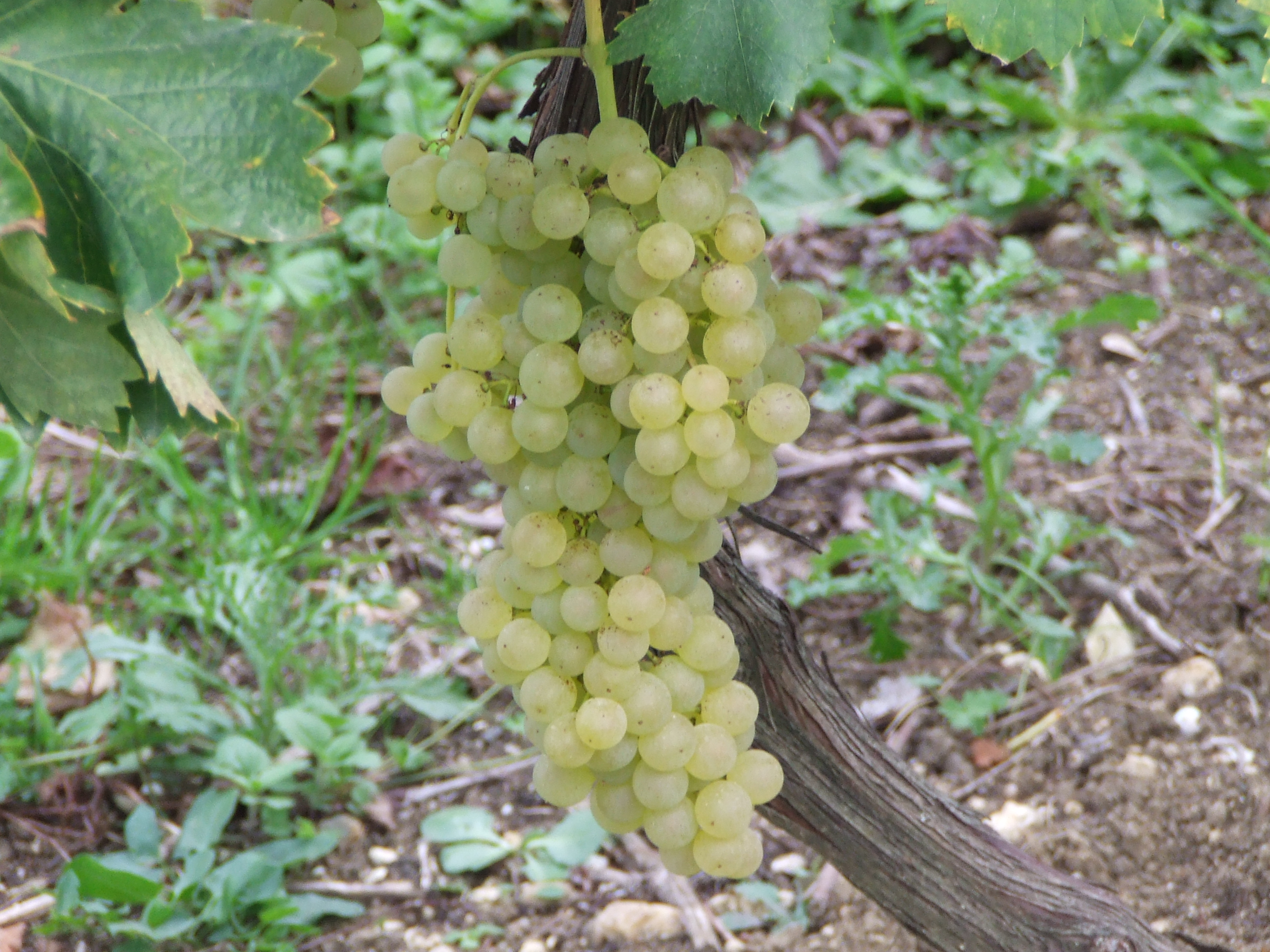
Grappe d'ugni blanc.
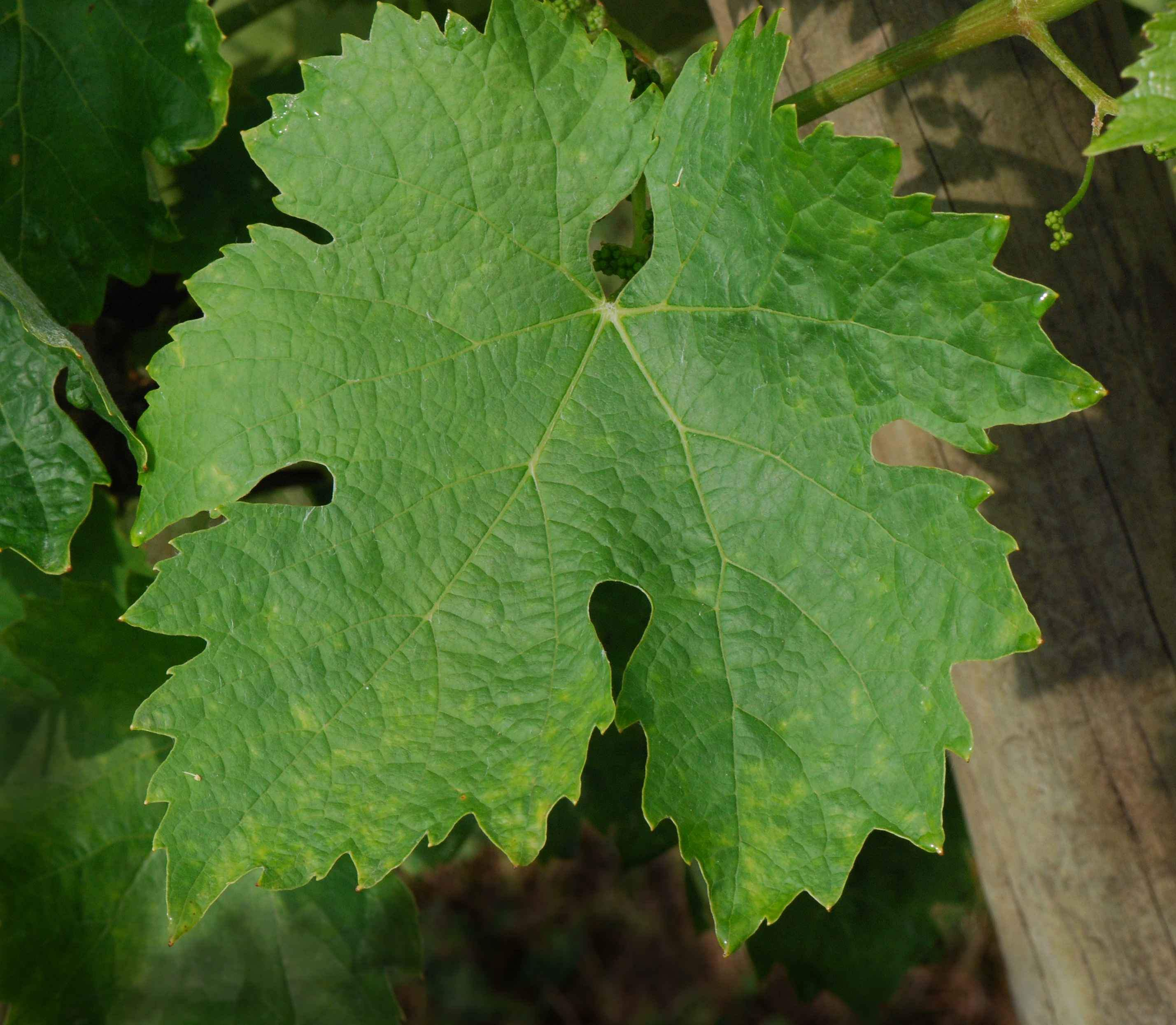
Feuille d'ugni blanc.
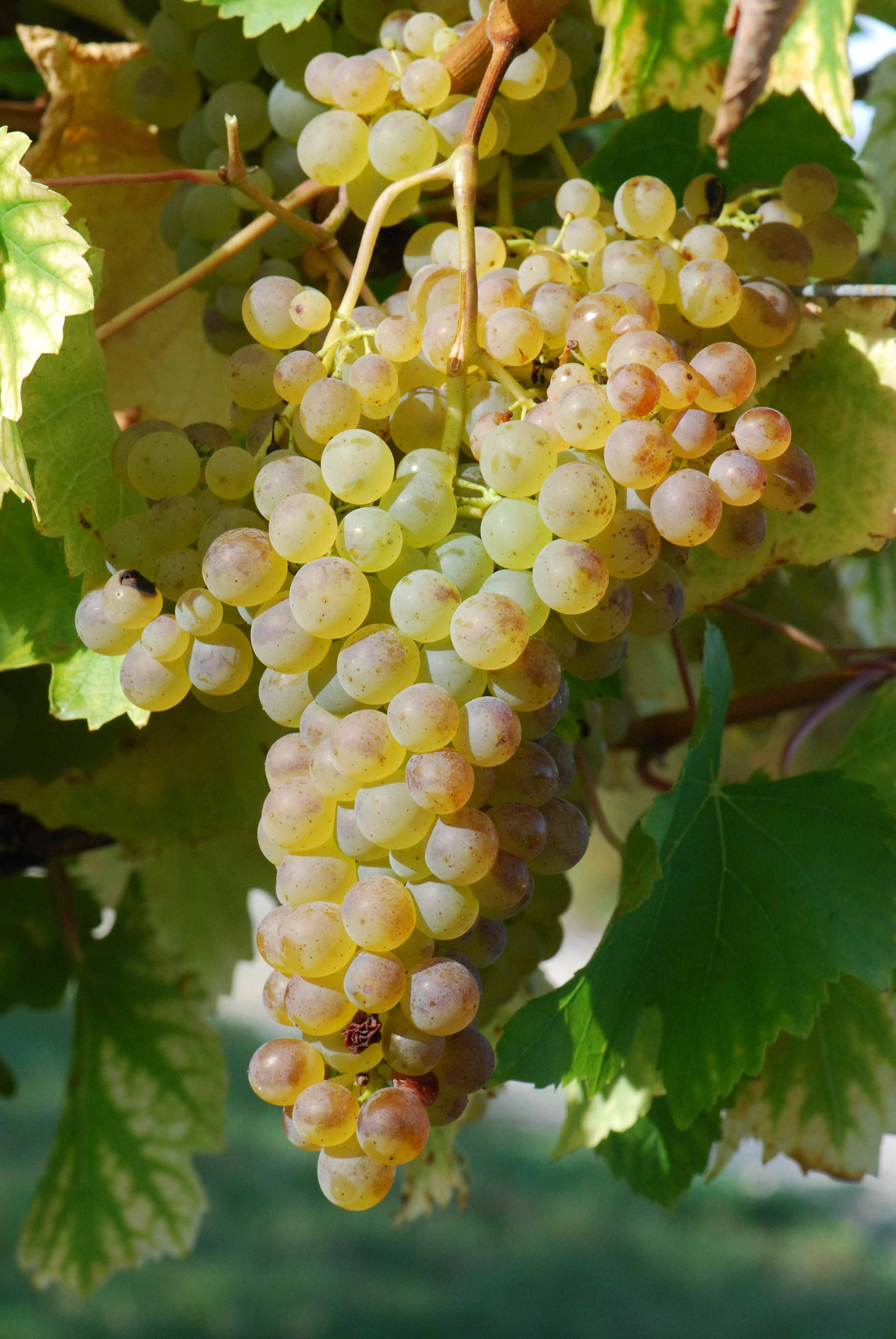
Grappe de colombard.
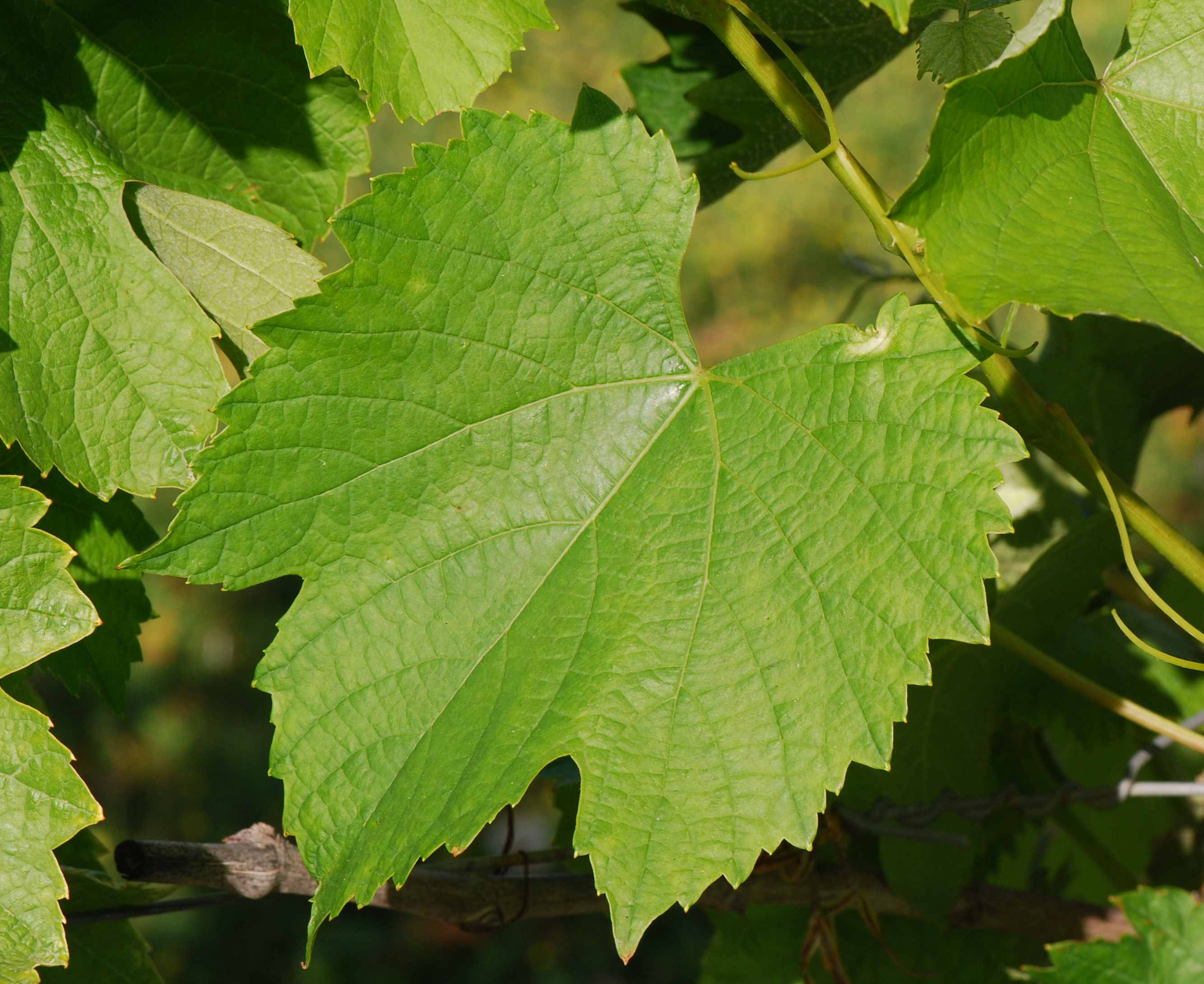
Feuille de colombard.
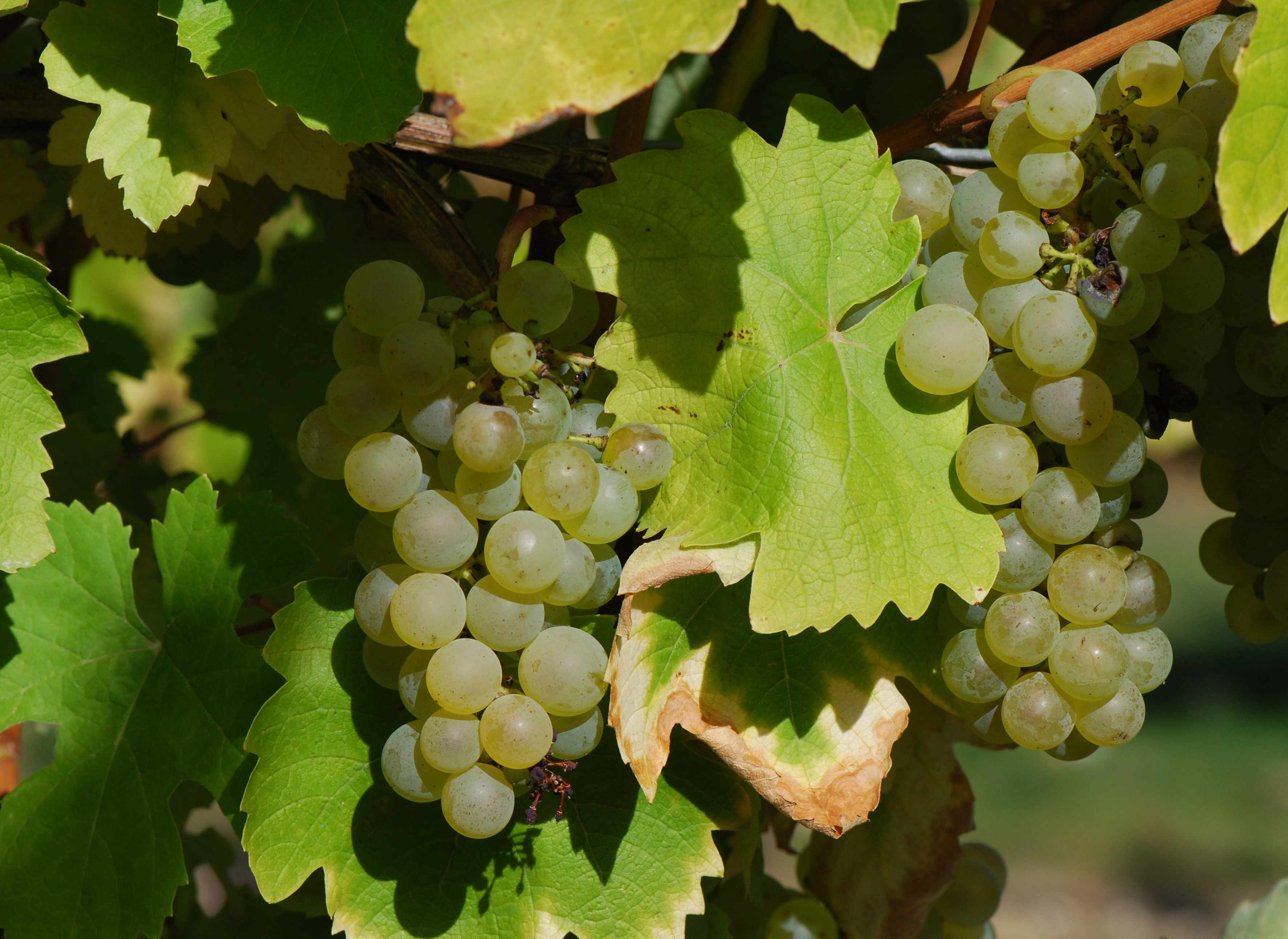
Grappes de folle-blanche.
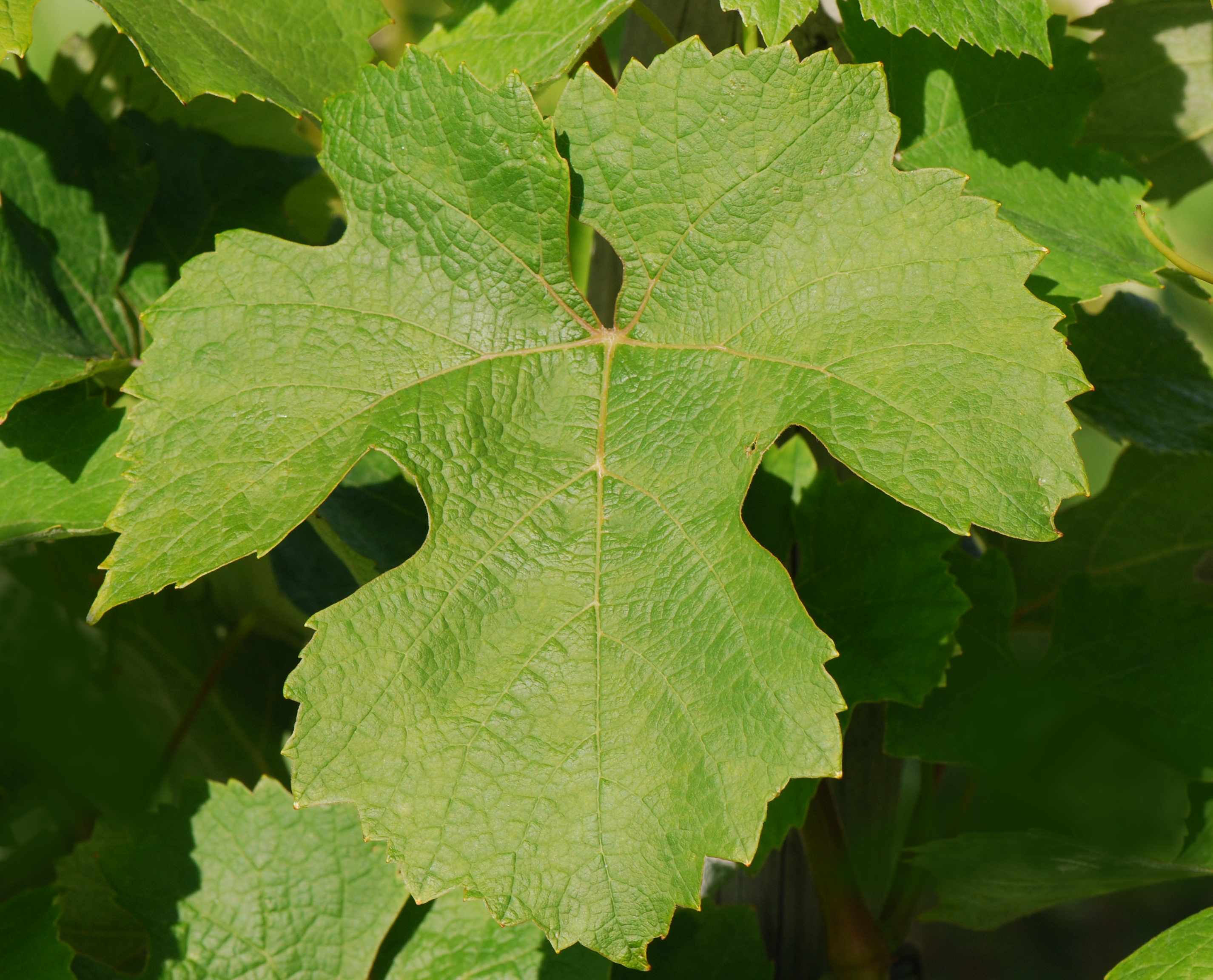
Feuille de folle blanche.

### Pratiques culturales

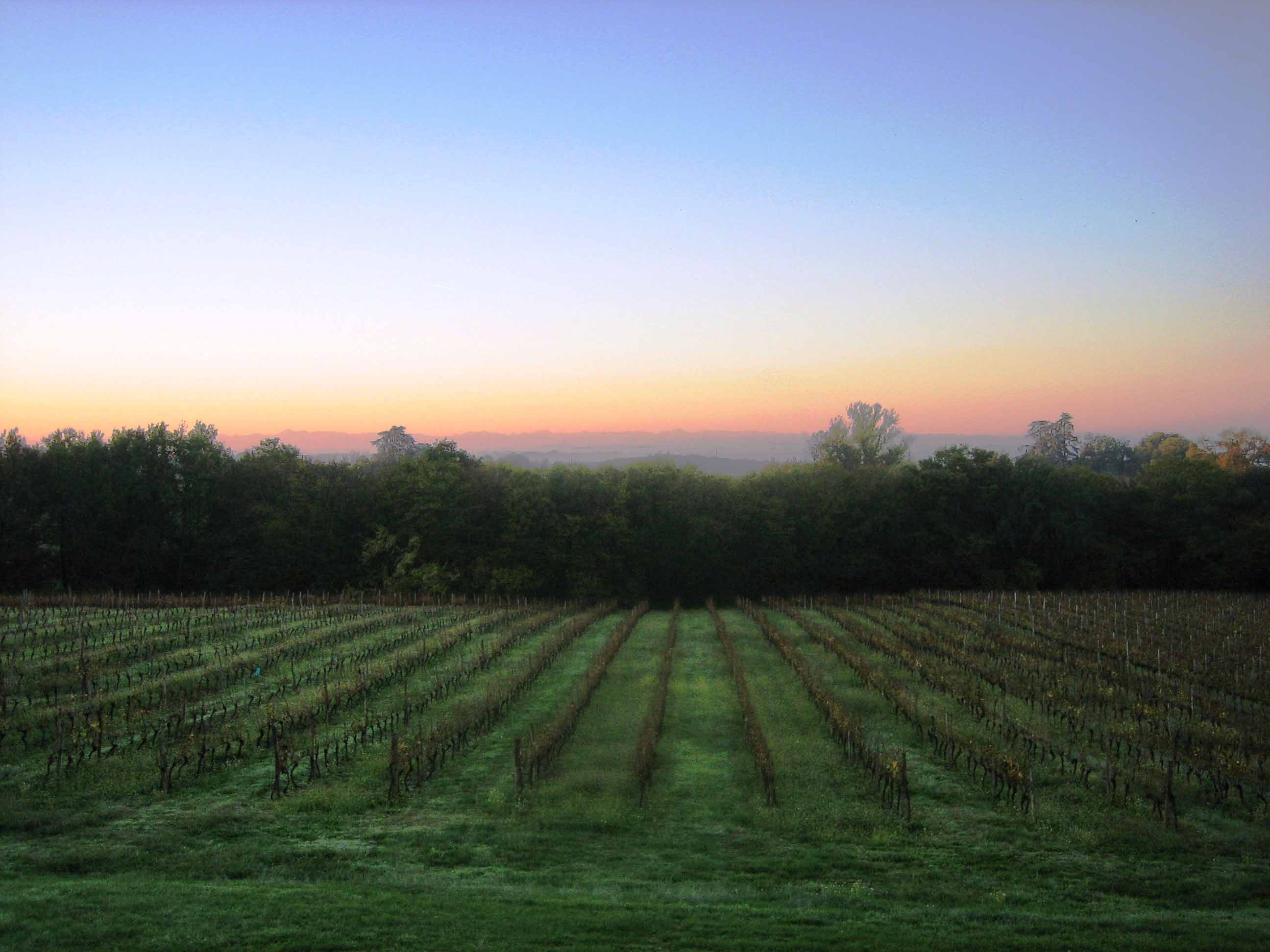
Rangs de vigne à Castelnau-d'Auzan en février.

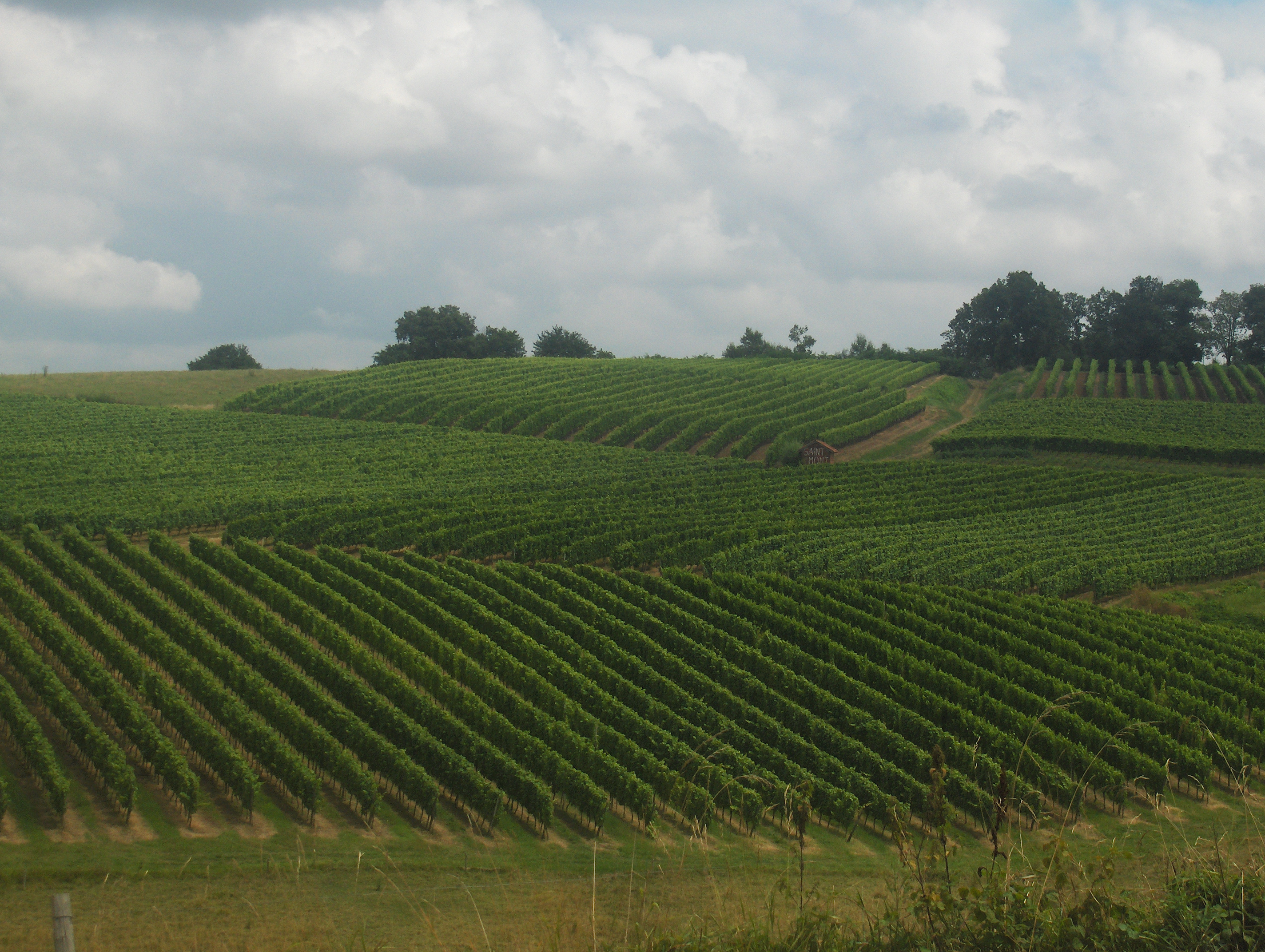
Rangs de vigne à Lupiac en juillet.

Le décret d'appellation impose une densité de plantation d'au moins 2 200 pieds par hectare avec un écartement entre rangs limité à trois mètres et demi (alors que le précédent cahier des charges enjoignait une densité de 3 000 pieds/ha et un écartement de trois mètres). La taille de la vigne, obligatoire tous les ans, se fait en guyot simple ou double ou en cordon. Le nombre d'yeux fertiles est limité à 80 000 par hectare, soit un maximum de 26 yeux par cep en moyenne (les vignes produisent ainsi de très gros rendements). Le taux de ceps morts ou manquants ne peut excéder 35 %.
L'habitude est de cultiver la vigne à faible densité (pour faciliter le passage des machines agricoles), avec une taille longue (augmentant le rendement) tout en maintenant une bonne aération du feuillage (pour limiter les maladies cryptogamiques : le mildiou, l'oïdium, le black rot ou l'esca). L'esca (ou escat), une maladie touchant le bois du cep, fait de plus en plus de ravages dans les vignes (les pieds meurent par dessèchement) car il n'existe aucun produit légal de traitement (l'arsénite de sodium est interdit depuis 2001) : la seule parade est pour l'instant d'arracher les ceps morts et de replanter.

### Vendanges
Les vendanges sont plutôt précoces (septembre), systématiquement mécanisées grâce aux machines à vendanger. Le rendement maximum autorisé par le cahier des charges est de 120 hectolitres par hectare, ce qui est élevé (le précédent cahier des charges autorisait de monter jusqu'à 160 hectolitres par hectare).
|                                  | 2000  | 2001  | 2002  | 2003 | 2004  | 2005 | 2006 | 2007 | 2008 | 2009  | 2010 | 2011  |
| Ensemble de l'aire d'appellation | 103.5 | 115.1 | 99.2  | 83.6 | 108.1 |      |      |      | 63.9 | 101.1 | 87.3 | 101.6 |
| Dans le Gers                     | 106.3 | 117.4 | 101.7 | 84.9 | 108   | 84.3 | 86.6 | 83   | 66.2 | 101.1 | 87.9 | 103.8 |
| Dans les Landes                  | 83.7  | 102.5 | 88.2  | 76.1 | 107.8 | 78.7 | 71.4 | 62.5 | 52.2 | 97.4  | 84.6 | 92    |
| En Lot-et-Garonne                | 102.6 | 108.9 | 95.7  | 84.5 | 109.3 | 65.5 | 64.7 | 95   | 74   |       | 91.1 | 104   |

## Production
L'armagnac blanc est obtenu par distillation du vin blanc produit spécialement sur l'aire d'appellation. La production annuelle de ce vin a été de 179 735 hectolitres en 2010 (période du 1er septembre 2010 au 31 mars 2011) dont 163 974 hℓ produits dans le Gers (assurant donc 91 % de la production totale), 14 187 hℓ dans les Landes et 1 574 hℓ en Lot-et-Garonne. Il s'agit là des volumes de récolte envoyés réellement à la distillation, car une partie du vin produit peut être vendue sous les IGP locales (côtes-de-gascogne, côtes-du-condomois, côtes-de-montestruc, gers, comté-tolosan, etc.) ou comme vin de table, notamment ceux fait à partir d'ugni blanc et de colombard (notion de « cépage à double fin »). À partir du vin produit en 2009 a été tiré l'équivalent de 18 965 hectolitres d'alcool pur en 2010.

### Vinification
Pour faire de l'armagnac il faut d'abord faire du vin destiné à être distillé, appelé le « vin de chaudière ». On vinifie toujours en blanc, car les tanins du vin rouge donneraient une fois distillés une eau-de-vie astringente.
Les grappes de raisin récoltées sont emportées aux chais, où elles sont éraflées, foulées puis pressées. Le moût (jus de raisin non fermenté) ainsi obtenu est mis à fermenter (ce qui entraîne la transformation du sucre en alcool par des levures) dans des cuves, le plus souvent en inox. L'addition de sucre (chaptalisation) et de SO2 (anhydride sulfureux) sont interdites, car elles dénaturent l'eau-de-vie. À la fin de la fermentation, un soutirage peut permettre d'éliminer les lies grossières, mais le vin doit rester sur lies fines, qui améliorent les arômes du vin et de la future eau-de-vie, donnant au « bourret » (nom local du moût) son aspect trouble. Le débourbage avant la fermentation alcoolique et le collage juste après, procédés qui rendent limpide le vin, sont donc inutiles.
Le vin obtenu est de faible degré alcoométrique (limité par le cahier des charges entre 7,5 et 12 % vol.), avec une acidité totale élevée et une faible acidité volatile (maximum de 14,28 milliéquivalents par litre, soit 0,70 g/ℓ de H2SO4), ce qui est recherché pour la distillation. Ces limites peuvent être modifiées annuellement par arrêté de dérogation, comme cela a été fait pour la récolte 2006 (titre alcoométrique maximal porté à 12,5 % vol.) et celle de 2007 (titre alcoométrique minimale à 7 % vol. et l'acidité volatile maximale à 15,3 mEq/ℓ, soit 0,75 g/ℓ de H2SO4).

### Distillation
La distillation consiste à faire chauffer le vin et à en récupérer l'alcool : le procédé utilisé est basé sur la différence de point d'ébullition entre l'éthanol et l'eau, le premier se transformant en vapeur à 78,5 °C, le second à 100 °C. La campagne de distillation doit avoir lieu avant le 31 mars de l’année suivant la récolte (ce qui évite au vin de trop s'altérer), mais un arrêté annuel peut réduire cette période. Par exemple, pour la récolte 2007, la période de distillation a été limitée au 29 février 2008.
Il y a deux modèles d'alambics utilisés pour produire l'armagnac. Le premier, le plus utilisé, est à distillation continue à plateaux dit « alambic armagnacais », produisant en un seul passage des eaux-de-vie entre 52 et 62 % d'alcool. Le second permet une double-distillation, d'où son nom d'alambic à repasse (dit aussi « à chauffes » ou « cognacaise » car utilisé pour faire le cognac), produisant des eaux-de-vie à environ 70 % d'alcool. 95 % de la distillation est effectuée par des alambics continus dits « armagnacais ».
Pour la distillation armagnacaise, le vin blanc est introduit à 10 °C dans la première cuve de l'alambic, par le bas. Cette cuve est traversée par un serpentin contenant les vapeurs d'alcool, qui réchauffent le vin au fur et à mesure qu'il monte, pour atteindre 80 °C. Le vin réchauffé entre alors dans une seconde cuve, par le haut et remplit le premier d'une série de plateaux superposés. Une fois plein, ce premier plateau déborde et remplit le deuxième plateau situé juste en dessous ; et ainsi de suite, jusqu'à remplir le fond de la cuve. En descendant ainsi, le vin se réchauffe jusqu'à atteindre la température de 110 °C, tandis que ses alcools et constituants volatils s'évaporent. En montant, les vapeurs obtenues traversent le vin contenu dans chaque plateau et captent ses arômes. En haut de la cuve, elles passent dans le serpentin (servant de condenseur) de la première cuve et se condensent pour donner à son extrémité l'eau-de-vie incolore (l'armagnac blanc) dont le degré alcoolique est généralement entre 52 et 62 % vol., suivant la vitesse de distillation et l'intensité du chauffage.

### Élevage
Pour toutes les eaux-de-vie d'armagnac autres que la blanche, le vieillissement en barrique (appelé « pièces ») de chêne (sessile ou pédonculé uniquement) est essentiel et obligatoire pour que l'eau-de-vie devienne de l'armagnac. Il transforme l'aspect translucide de l'armagnac blanc (tel que sorti de l'alambic) en or rouge, couleur issue de la dissolution de composants du chêne de la barrique. Cette coloration peut être marginalement accélérée par l'adjonction de copeaux de chêne et de quelques colorants (infusion de copeau, caramel, etc.),. En plus de cette couleur, le vieillissement en fût permet l'apparition de nouveaux composés aromatiques venant du bois de chêne qui, en se concentrant, augmentent la puissance aromatique de l'eau-de-vie : vanilline, lactones, furanes et tanins. On dit que le cœur de l'un fait l'âme de l'autre (les douelles des fûts étant théoriquement faites dans du cœur de chêne).
L'évaporation (part des anges) favorise la diminution du degré d'alcool qu'il faut compenser par l'ouillage, l'alcool s'évaporant plus vite que l'eau à travers le bois, à raison d'un à 1,5 degré par an. L'hygrométrie du lieu de stockage est importante : dans un chai humide (à environ 80 %) c'est l'alcool qui s'évapore principalement, tandis que dans un chai sec c'est surtout l'eau qui part (laissant une eau-de-vie qui a « le feu »). Cette baisse du degré d'alcool est nécessaire car la vente de l'armagnac n'est autorisée que lorsque l'eau-de-vie titre un peu plus de 40 % vol. Celle-ci peut aussi s'obtenir par coupage (ajout) de « petites eaux », constituées par un mélange d'eau distillée et d'un peu d'armagnac.
Arrivée naturellement (« brut de fût » ou « non-réduit ») ou par coupage (« coupé » ou « réduit ») entre 40 et 48 % vol. d'alcool, l'eau-de-vie est alors conservée en cuve métallique pour permettre une bonne conservation ; on peut aussi le conserver dans un vieux fût ayant perdu tous ses tanins, ou en dame-jeanne (bonbonne en verre). À partir de ce moment-là, l'armagnac ne vieillit plus, mais il va très lentement s'oxyder et continuer à perdre de l'alcool. Il peut être mis en bouteille l’année de la vente (l'année de mise en bouteille est parfois indiquée). L'armagnac est le plus souvent un assemblage non seulement de différents cépages, mais aussi de différentes années. L'imitation de ce qui se pratique pour le vin fait qu'il existe quelques armagnacs mono-cépages ou d'une seule année (le produit est dit millésimé) : l'étiquette insiste sur cet argument de vente en indiquant le cépage ou l'année,. Comme pour n'importe quelle eau-de-vie, la bouteille d'armagnac doit être entreposée verticalement afin que l'alcool n'altère pas le bouchon en liège et surtout à l'abri de la lumière qui altère les caractères organoleptiques. Une fois ouverte, une bouteille d'armagnac peut se conserver plusieurs années dans une armoire fermée, mais on peut aussi la transvaser dans une bouteille plus petite pour limiter l'oxydation.

## Économie

### Prix des vignes
Dans la partie gersoise du Bas-Armagnac, où se situe la majorité des vignes servant à la production d'eau-de-vie d'Armagnac, la valeur dominante des vignes est de 11 000 euros par hectare en 2011 (moyenne basse à 6 000 € pour les moins bonnes parcelles ; moyenne haute à 12 000 € pour les meilleures). Il s'agit des vignes les moins chères du département, à comparer avec les prix en IGP côtes-de-gascogne (dominante à 11 500 €, moyennes de 6 000 à 15 000 €) ou en AOC madiran (dominante à 18 000 €, moyennes de 12 000 à 21 000 €), mais qui restent supérieure au prix local des autres terres agricoles (dédiées au maïs ou au tournesol) qui est de 4 620 euros par hectare en 2011 dans le Bas-Armagnac (moyenne basse à 1 790 € pour les endroits les moins fertiles ; moyenne haute à 7 350 € pour les bords de cours d'eau faciles à irriguer et aux sols légers). La comparaison avec les prix du cognac est flagrante : l'hectare dans les crus de cognac de Grande Champagne et de Borderies se vend jusqu'à 45 000 €.
Sur les vingt ans entre 1991 et 2011, le prix des vignes servant à la production de l'armagnac a connu quelques fluctuations, notamment une forte baisse dans la seconde partie des années 1990 suivie d'une légère remontée en 2000-2001 pour rester stable pendant les années 2000.

### Bouteilles

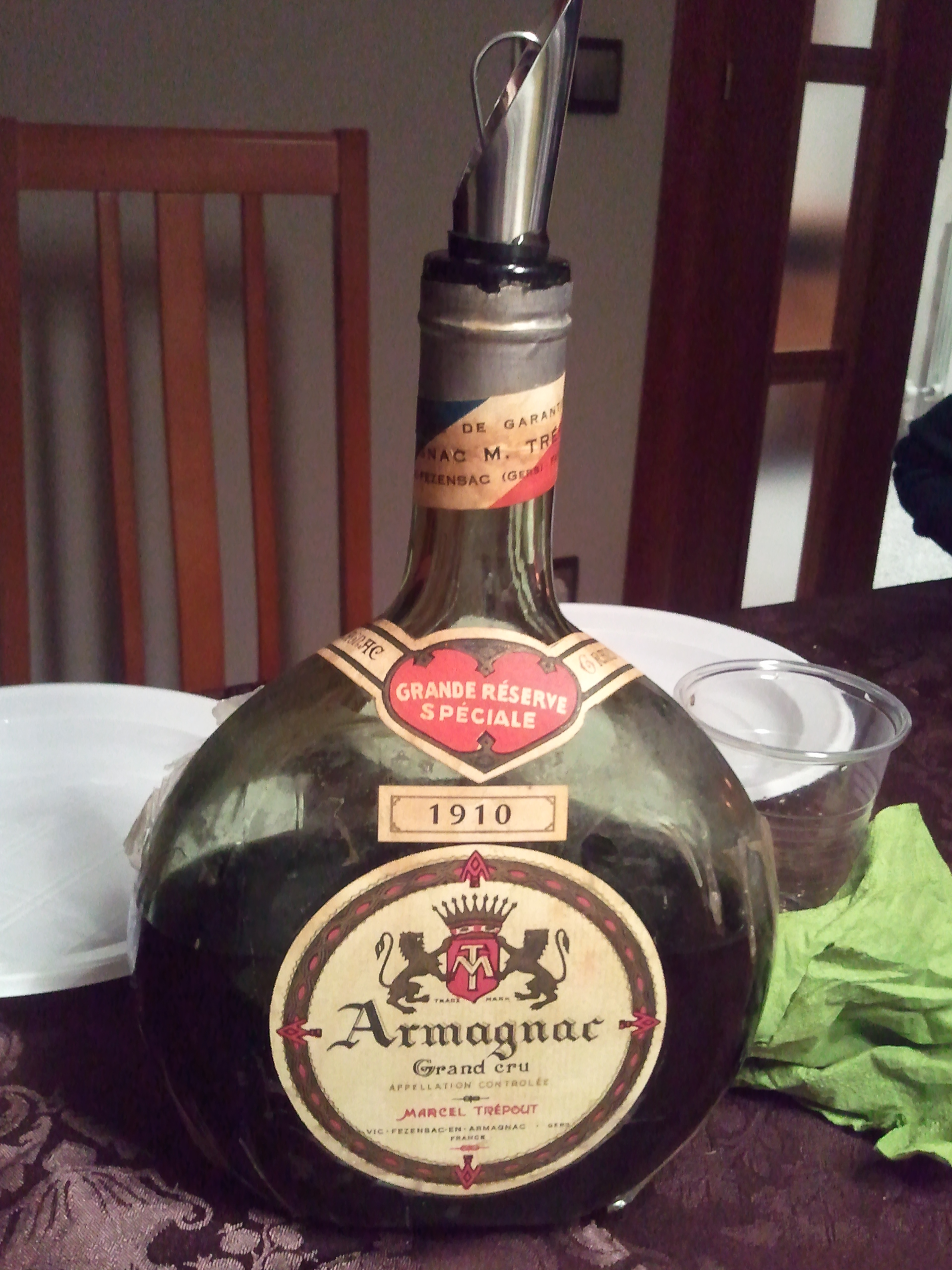
Armagnac en basquaise de 70 cℓ.

Jusqu'au milieu du XXe siècle, l'armagnac était vendu par les producteurs en barriques (appelées « pièces », d'environ 400 litres), pour faciliter le transport. Depuis, la mise en bouteille par les producteurs s'est développée, les formats les plus courants étant la basquaise (aux flancs bombés et avec des faces plates, de 70 ou 150 cℓ, parfois de 50 cℓ), le pot gascon (aux flancs droits, de 150 ou 250 cℓ), la cognacaise (aux flancs droits, de 50 ou 70 cℓ) et l'ariane (70 ou 150 cℓ).
Des formats plus originaux existent pour les fêtes de fin d'année ou les cadeaux (carafes, éprouvettes, etc.), avec parfois la possibilité de personnaliser l'étiquette.

### Producteurs
Selon l'INAO, 890 opérateurs (viticulteurs, distillateurs, négociants et caves coopératives) assurent la production de l'armagnac, dont 560 producteurs de raisins indépendants. On compte 260 vignerons distillateurs, auxquels s'ajoutent 7 caves coopératives et 7 négociants soit au total 274 déclarants. S'y ajoutent les quelques particuliers ayant le privilège de bouilleur de cru, assurant leur propre petite production. La production et la commercialisation déclarées d'armagnac en 2010-2011 sont assurées à 20 % par des producteurs indépendants, à 50 % par les coopératives, tandis que les négociants par l'intermédiaire des distillateurs de profession produisent les 30 % restants. Une grande partie des producteurs indépendants fait appel à des distillateurs ambulants, pratique traditionnelle en Armagnac qui voit les alambics circuler de propriété en propriété durant tout l'hiver.
Principales maisons de négoce, classées selon leurs ventes en 2009:
- La Martiniquaise (marques « Ducastaing » et « Saint-Vivant ») à Charenton-le-Pont
- Société des Armagnac Sempé à Villeneuve-de-Marsan
- William Grant & Sons France (marque « Clés des Ducs ») à Saint-Ouen
- Vignobles Lesgourgues (« château de Laubade ») à Cadillac-en-Fronsadais
- Société des produits d’Armagnac (groupe Pernod Ricard,
marques « Marquis de Montesquiou » et « Marquis de Lauvia ») à Eauze
- Société Henri Mounier (marque « Marquis de Vibrac ») à Cognac
- Société VEVA (Samalens Société des Vieilles eaux-de-vie d'Armagnac) à Laujuzan
- Société Delord Frères à Lannepax
- Établissements Papelorey (Château Larressingle) à Condom
- Janneau (Spirit France Diffusion) à Condom
- Castarède (marque « Castarède » et « château de Maniban ») à Mauléon-d'Armagnac
- Dartigalongue à Nogaro
- Louis Marcellin à Gazaupouy
- Compagnie générale de Guyenne (marque « Marquis de Caussade ») à Cognac
- Peuchet à Clermont-Ferrand
- Gélas à Vic-Fezensac
- Maison Aurian à Condom-en-Armagnac

Les coopératives sont la Cave des coteaux du Mézinais à Mézin, la Cave de producteurs réunis de Nogaro, les Vignerons du Gerland à Eauze et Panjas, Vivadour filière viticole à Cazaubon et Vic-Fezensac (marque « Marcel Trépout »), la cave des vignerons de Saint-Mont à Aignan, la Cave coopérative l'auzanaise à Castelnau-d'Auzan, les producteurs de la cave de Condom et Armadis (marques « Chabot », « Puységur » et « Panjy ») à Panjas, Eauze et Nogaro. Nogaro, Gerland et Vivadour sont regroupés au sein des Caves et vignobles du Gers (CVG).
S'y rajoutent les nombreux producteurs indépendants, de plus ou moins grande taille en surface de vignoble et en volume de production.
Exemples de producteurs indépendants, par ordre alphabétique, :
- Château Arton à Lectoure
- Maison Aurian à Condom
- Château de La Béroje à Le Houga
- Domaine du Bédos à Lectoure
- Domaine de Boingnères au Frêche
- Gislhaine Branthomme à Castelnau-d'Auzan
- Château de Briat (baron de Pichon-Longueville)[102] à Mauvezin-d'Armagnac
- Château du Busca-Maniban (marque « marquis de Maniban ») à Mansencôme
- Château Ménard (famille D. & J. Jegerlehner) à Bretagne-d'Armagnac
- Domaine à Lafitte (famille Bachos) à Sion
- Domaine du Cardinat à Sarragachies
- Domaine Chiroulet (famille Fezas) à Larroque-sur-l'Osse
- Domaine des Cassagnoles (J. et G. Baumann) à Gondrin
- Domaine de Moussot (Marinette Fabre de Paillerets), à Cravencères
- Jean Cavé à Lannepax
- Francis Darroze à Roquefort
- Le Domaine d'Espérance (Jean-Louis et Claire de Montesquiou) à Mauvezin-d'Armagnac
- Dupeyron (JF Ryst) à Condom
- Château Garreau à Labastide d'Armagnac
- Domaine du Guilhon d'Aze à Larée
- Domaine de Jean-Bon (Sourdois-Lacourt) à Toujouse
- Domaine de Joÿ (Olivier et Roland Gessler) à Panjas
- L'Encantada à Vic-Fezensac
- Château de Laballe à Parleboscq
- Armagnacs Laberdolive (domaines d'Escoubes, de Jaurrey, de Pillon et de Labrune) à Labastide-d'Armagnac
- Château de Lacquy à Lacquy
- Domaine Luquet (Maryse Escoubet) à Labastide-d'Armagnac
- Domaine de Magnaut (Pierre Terraube) à Fourcès
- Domaine de Maubet (famille Fontan) à Noulens
- Domaine de Loyac à Condom
- Domaine d'Ognoas, à Arthez-d'Armagnac[N 13]
- Domaine de Paguy (Albert Darzacq) à Betbezer-d'Armagnac
- Domaine de Pellehaut (Beraut) à Montréal
- Domaine de Pujo (Daniel Dubos) à Larée
- Château de Ravignan à Perquie
- Domaine du Rey (marque « Gris Rivage ») à Gondrin
- Baron de Sigognac à Castelnau-d'Auzan et Chateau de Bordeneuve (famille Guasch) à Eauze
- Château de Tariquet (P. Grassa Fille & Fils) à Eauze
- Domaine de Téoulé à Aignan
- Domaine de Charron (famille Lartigue) à Perquie
- Domaine Uby (François Morel) à Cazaubon

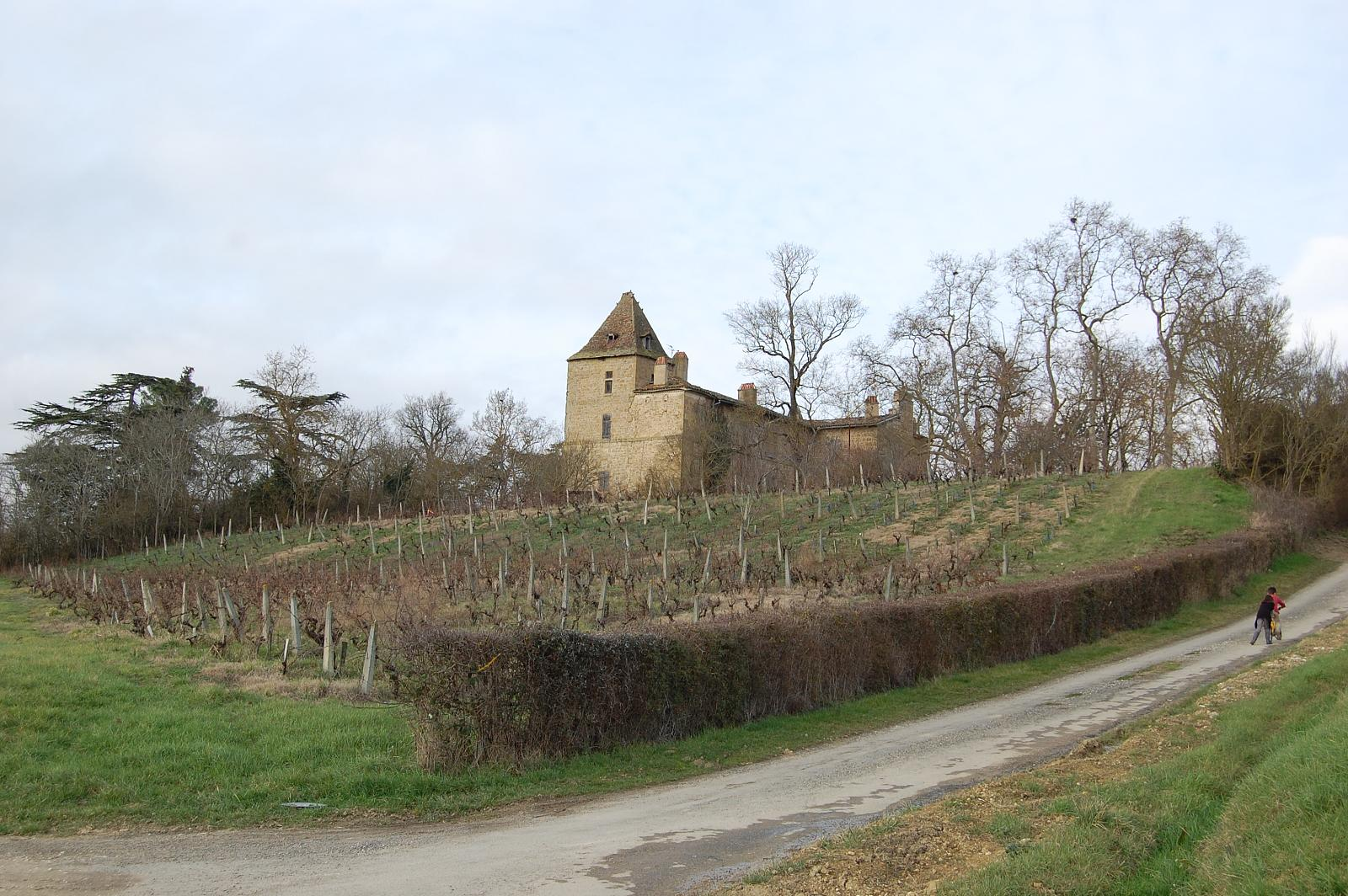
Château de Reveillon, à Mirepoix.
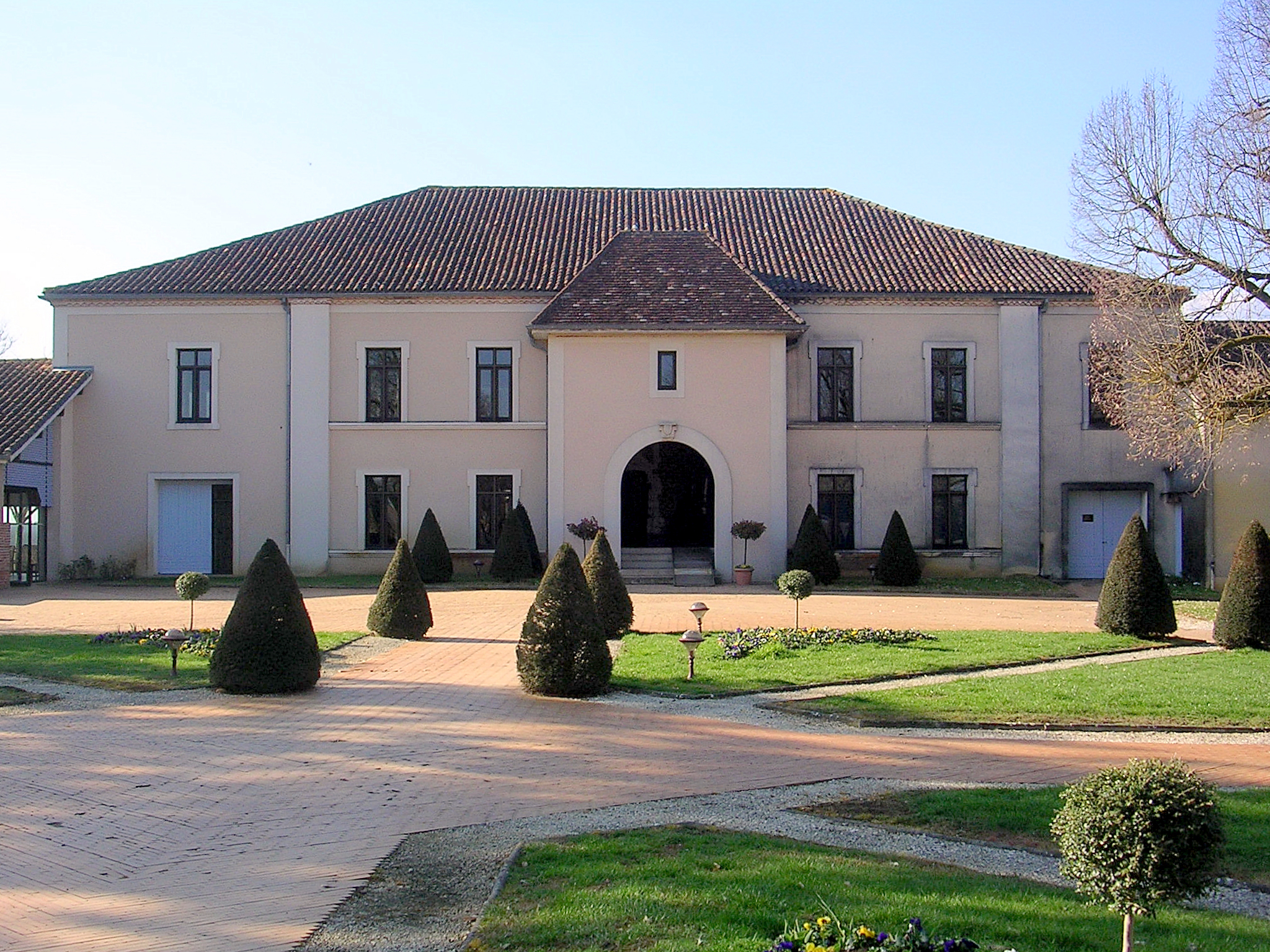
Domaine d'Ognoas.
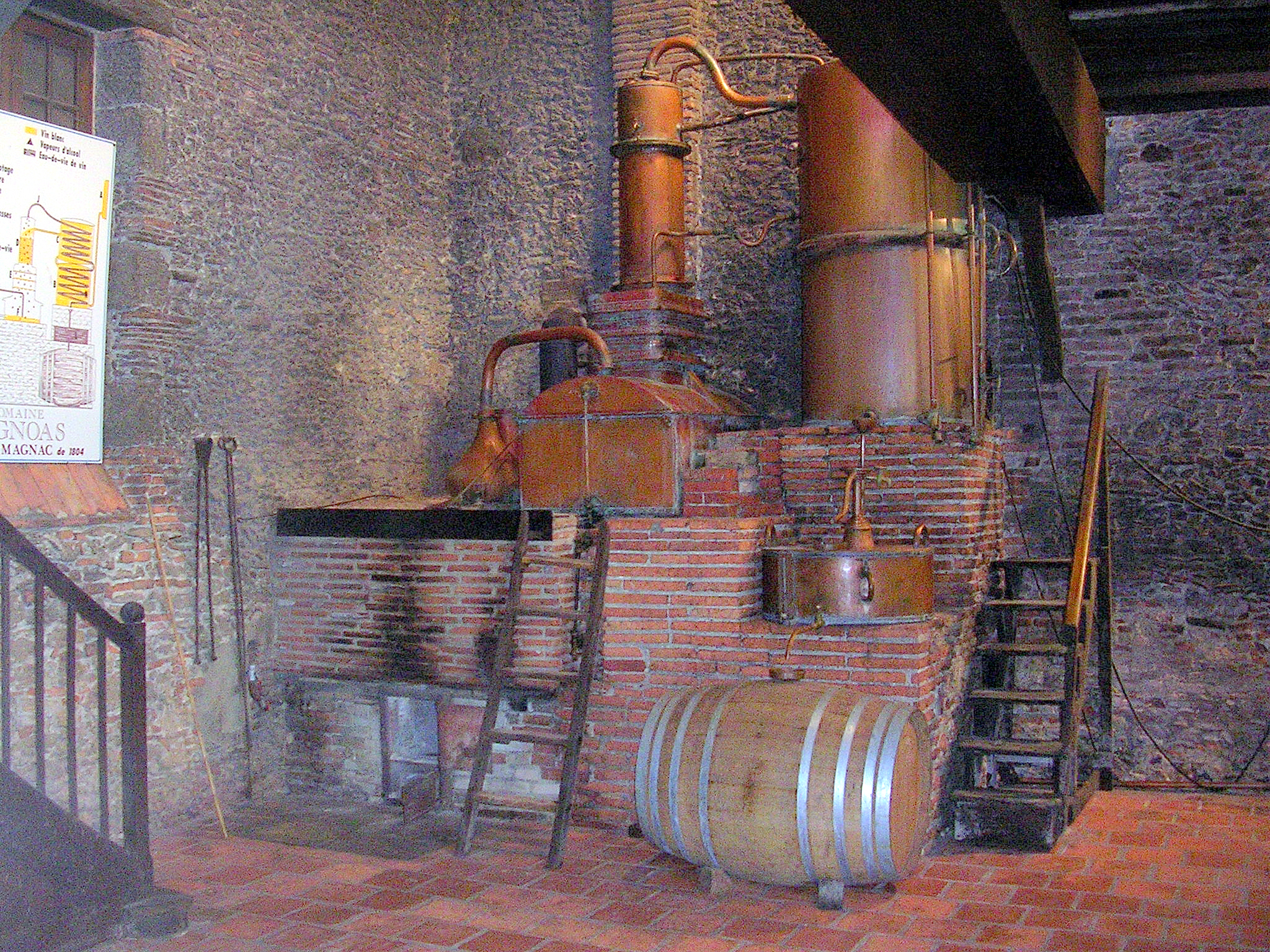
Alambic de 1804.
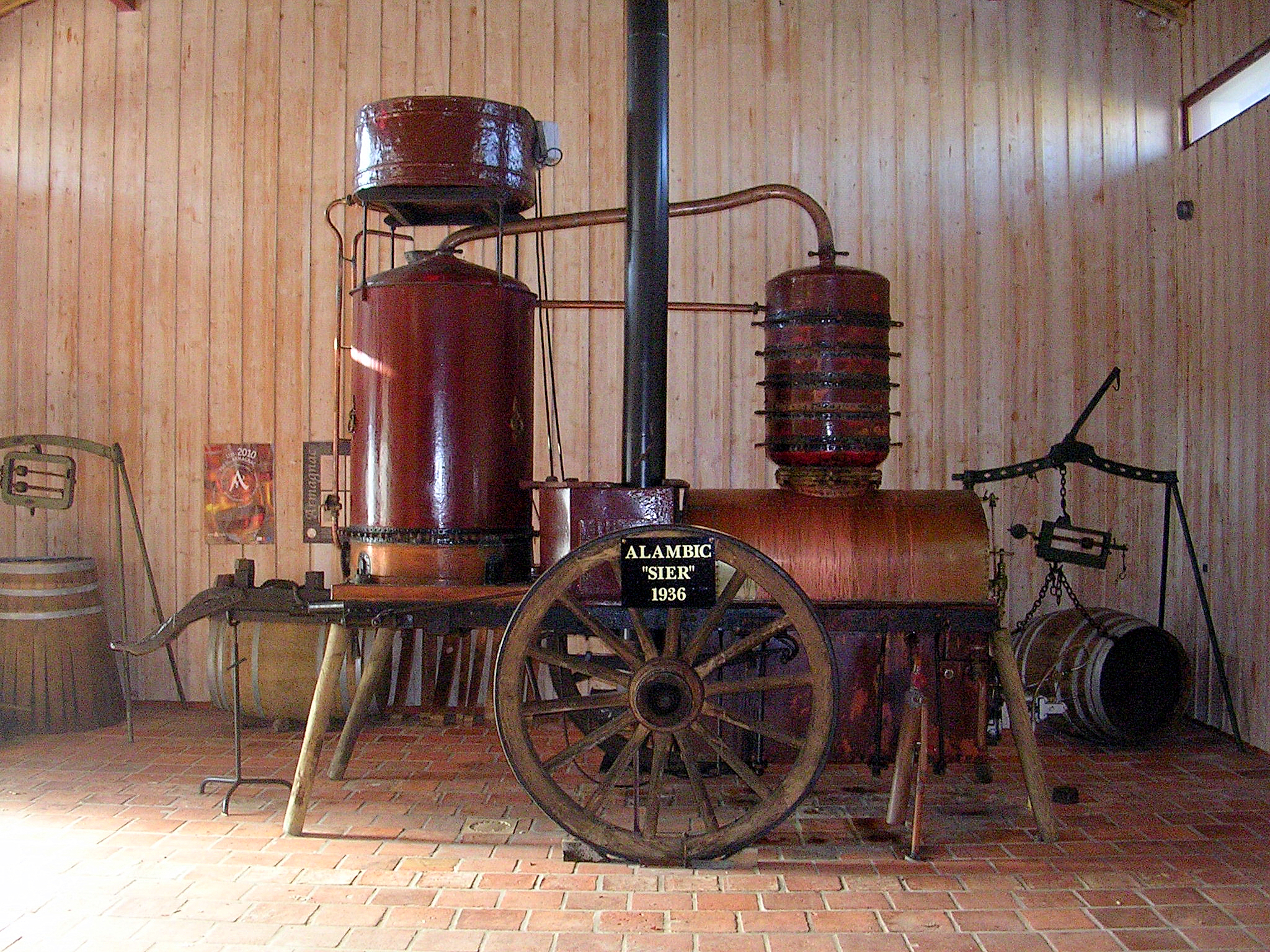
Alambic « Sier » de 1936.

### Commercialisation
En 2009, l'équivalent en armagnac de 14 000 hectolitres d'alcool pur a été expédié, dont 9 000 hℓ vendu en France et 5 000 hℓ à l'exportation. Cela correspond à un total de six millions de bouteilles (de 70 cℓ) par an. L'évolution est nettement à la baisse, comparée aux 27 000 hℓ d'armagnac expédiés en 1990 (dont 13 000 à l'export), et surtout ces chiffres restent faibles par rapport aux expéditions de cognac qui s'établissent à 407 000 hℓ en 2009 dont 354 000 à l'export.
La vente sur le marché français en 2009 est dominée par l'armagnac Ducastaing (propriété du groupe La Martiniquaise) avec 22 %, suivi par la Cave des Producteurs Réunis (la coopérative de Nogaro) avec 16,9 % du marché et par la Société des Armagnac Sempé avec 7,8 %. La distribution se fait selon les années à raison de 35 à 40 % des ventes dans la grande distribution, 28 à 33 % chez les cavistes, 17 à 24 % dans les cafés, hôtels et restaurants, le reliquat d'environ 11 % étant assuré par la vente directe, sur les foires, par correspondance ou par internet.
Côté exportations, les principaux marchés sont : le Royaume-Uni, la Russie, l'Allemagne, l'Italie, l'Espagne, les États-Unis, la république populaire de Chine, la Belgique et les Pays-Bas, avec une forte croissance pour la Russie et la Chine. Les millésimes représentent 20 % des ventes. Ceux qui exportent le plus sont : Armadis (coopérative ; 14 % des ventes en 2009), Janneau (10,7 %), Papelorey (8,4 %), la Société des produits d’Armagnac (7,6 %), Ducastaing (La Martiniquaise ; 6 %), Delord (5,2 %), Tariquet (5 %), Caussade (4,4 %), la Cave des Producteurs Réunis (coopérative ; 3,8 %) et la Société Armagnacaise de Production (3,7 %).

## Gastronomie

### Types d'armagnac

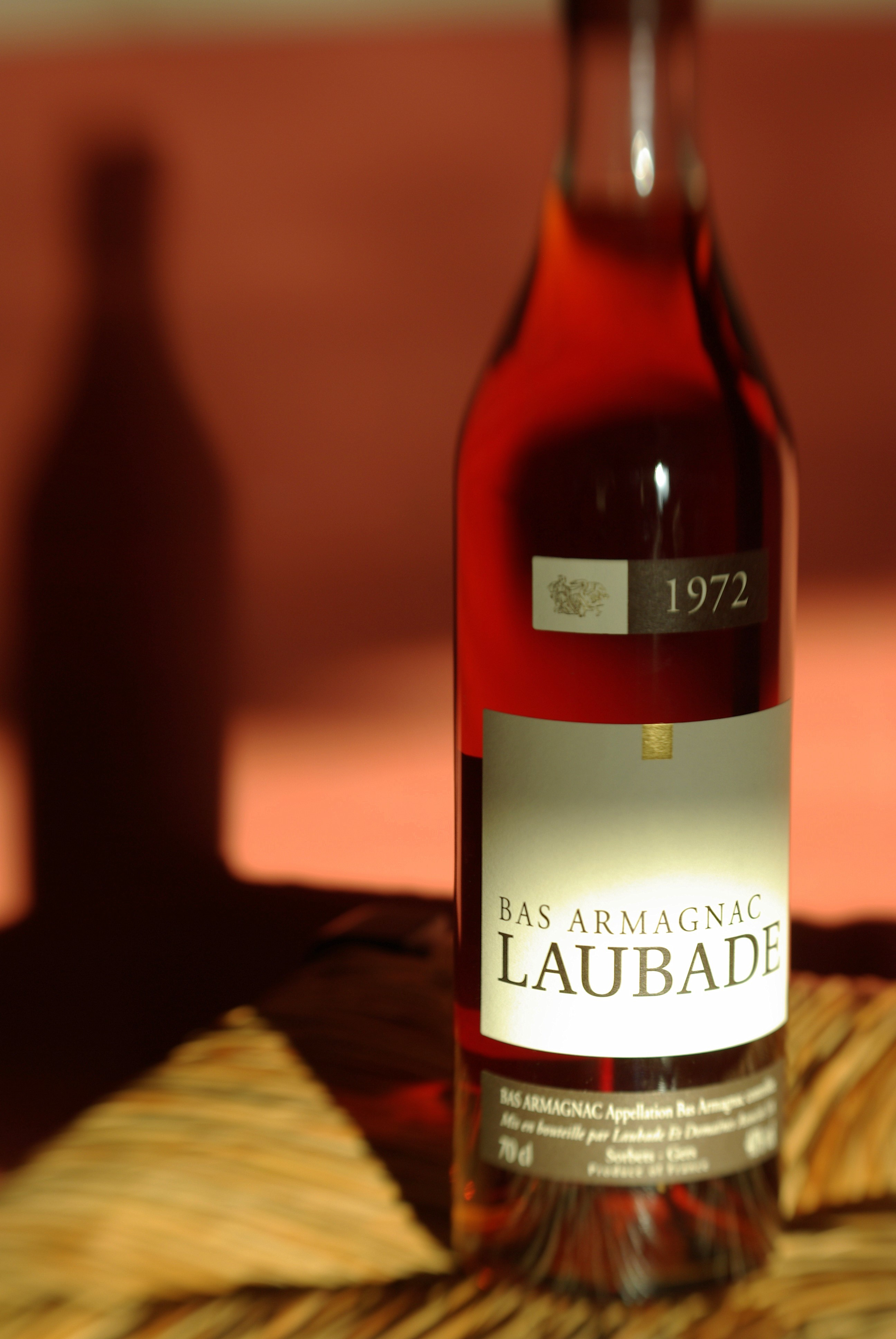
Bouteille d'armagnac millésimé.

On trouve des armagnacs de différents âges. Le plus jeune est l'armagnac blanc (la blanche-armagnac) qui est le produit direct de la distillation, sans le faire passer par l'élevage sous bois (mais il y a un élevage de trois mois obligatoire en récipient inerte pour la couleur). Pour les armagnacs au sens propre du terme, le vieillissement est au minimum de deux ans pour pouvoir être proposé en bouteille aux consommateurs. Les mentions sur l'étiquette ne sont pas organisées par le cahier des charges donc chaque producteur y va de sa hiérarchie, soit avec l'indication de l'âge du plus jeune armagnac entrant dans l'assemblage (« 10 ans d'âge » par exemple), soit avec des mentions copiées sur celles du cognac. Le BNIA essaye d'harmoniser depuis 2009 les mentions  :
- ainsi, un armagnac « *** » (« trois étoiles ») ou « VS » (very special) réunit différents armagnacs dont le plus jeune a au moins un an de vieillissement sous bois ;
- pour le « VSOP » (very superior old pale) le vieillissement est de quatre ans au moins ;
- pour le « Napoléon » le vieillissement est de six ans au moins
- pour le « XO » (extra old) et le « Hors d’Âge », le vieillissement est de dix ans au moins[106] ;
- pour le « XO premium » le vieillissement est de plus de vingt ans.

On trouve également des armagnacs millésimés : il s'agit dans ce cas là d'armagnac provenant de la seule récolte mentionnée sur l'étiquette (par exemple 1908, 1946, 1985…). Cependant, contrairement aux grands millésimes de vins, il n'existe pas de classification de millésimes.
Enfin, l'expression « Grand Bas-Armagnac » correspond à un petit territoire d'une dizaine de communes landaises et gersoises au nord-ouest de l'appellation bas-armagnac (Labastide-d'Armagnac, Lacquy, Le Frêche, Lannemaignan, Arthez-d'Armagnac, Perquie, Hontanx, Mauvezin-d'Armagnac, etc.). Cette mention n'est pas encadrée par les décrets d'appellations, mais elle est utilisée par plusieurs producteurs dans un but promotionnel.

### Dégustation

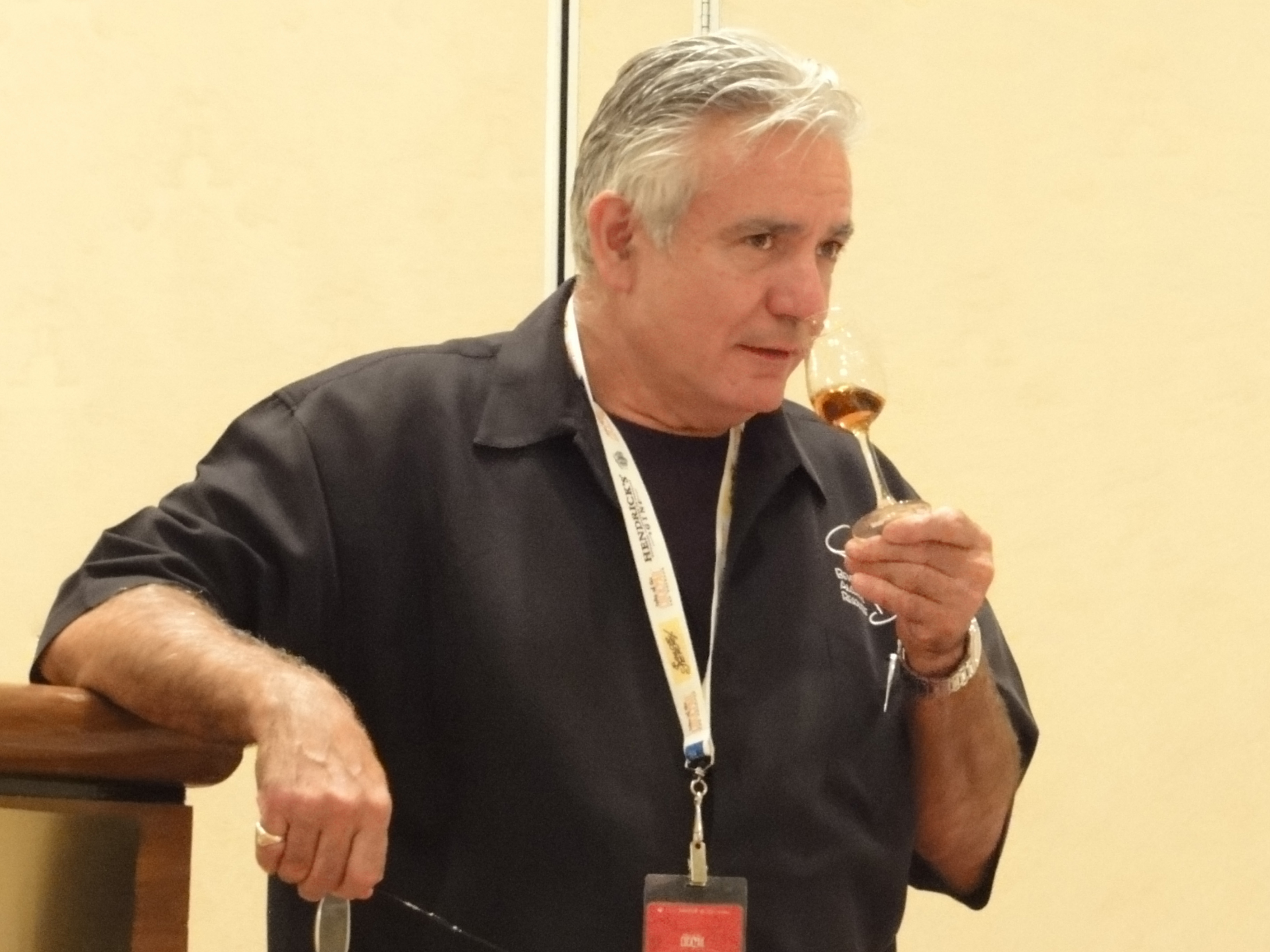
Dégustation d'armagnac.

Les vieux armagnacs se boivent le plus souvent comme digestifs à la fin du repas, purs. Il est conseillé de le déguster à température ambiante, de préférence dans de petits verres (de 6 à 9 cℓ) au col un peu refermé (pour concentrer les arômes) ; même s'il est possible de chauffer le verre dans le creux de la main, parfois en couvrant le verre de l'autre main pour concentrer encore plus le « nez » de l'eau-de-vie. Les différences de terroirs (terrains, assemblage des cépages, façon de distiller et surtout d'élever l'eau-de-vie) entre les trois zones de production de l'armagnac donnent des produits avec des réputations différentes : les bas-armagnacs plutôt fruités (le pruneau), les ténarèzes plus corsés (plutôt les épices et un peu de violette) et les haut-armagnacs plus rustiques. À l'expérience, il est préférable de déguster les eaux-de-vie brunes à une température de 16−17 °C. En effet, plus « chambré », on ressent les effets négatifs de l'alcool. Mettre son nez dans la partie haute du verre lorsque l'on tient celui-ci incliné, on apprécie ainsi plus la finesse et moins l'effet alcool.
Les armagnacs blancs peuvent se boire purs comme tous les eaux-de-vie blanches, ils peuvent être refroidis par un passage au réfrigérateur ou en les servant avec des glaçons (on the rocks) ou ils peuvent être allongés (long drink) d'eau plate ou gazeuse, de soda ou de jus de fruits pour en faire des cocktails.

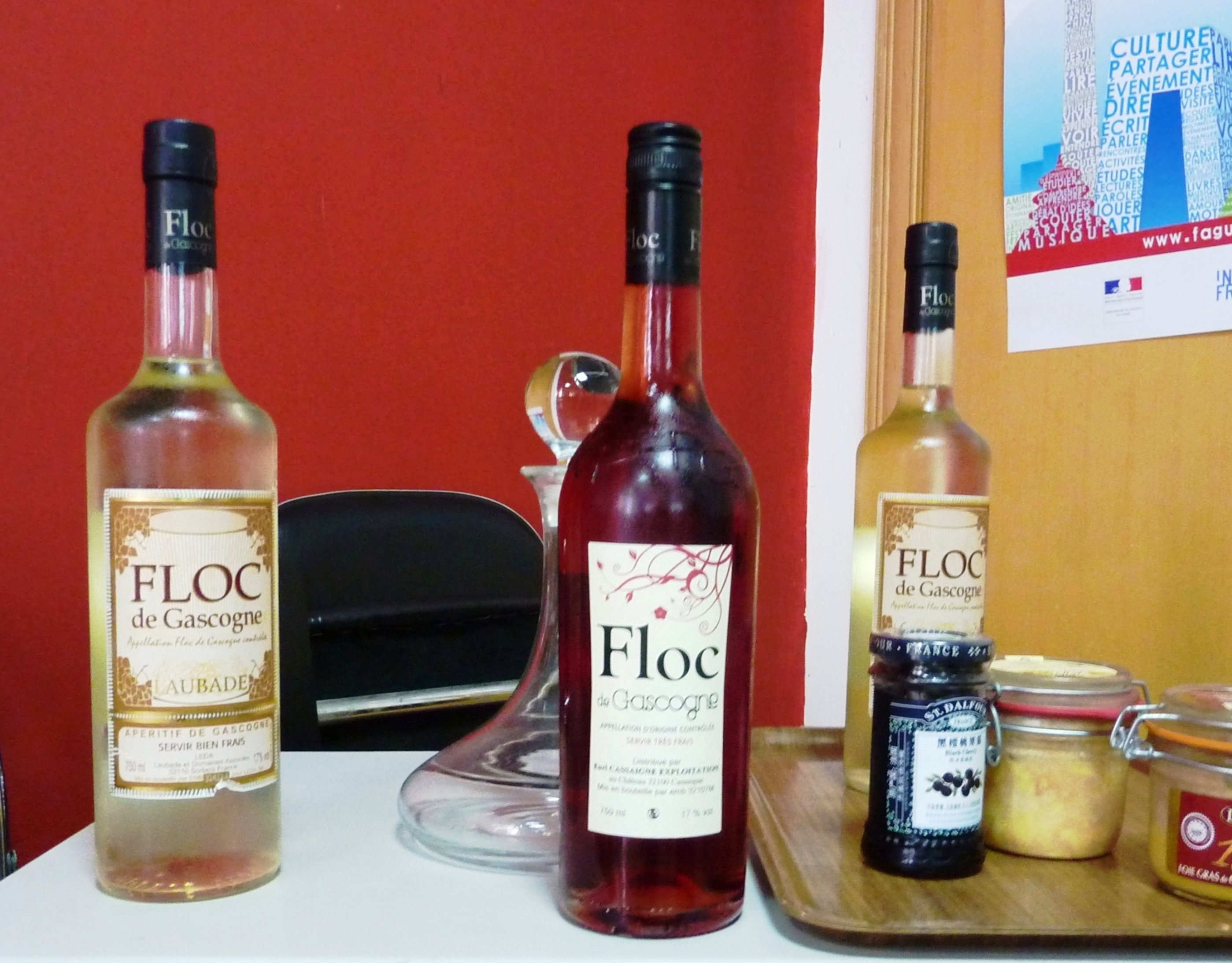
Floc de Gascogne blanc et rosé.

L'armagnac entre dans la composition d'autres boissons : l'AOC floc de Gascogne est une mistelle (vin de liqueur) fabriquée en mélangeant quatre cinquièmes de moût de raisin avec un cinquième d'armagnac (jeune), en blanc comme en rosé (en fait franchement rouge).
Plusieurs liqueurs sont proposées à base d'armagnac, avec des extraits d'orange (marques « pousse-rapière », « liqueur des mousquetaires », « Grande Josiane » ou « Mousquet », utilisées en cocktail avec du vin mousseux), de vanille (« Esprit d'Armagnac ») ou de la crème (« cassagnac », inspiré des Irish Cream).
Le brûlot d'Armagnac est un flambage d'armagnac blanc dans du sucre. Le « trou gascon » est l'équivalent du trou normand, mais avec de l'armagnac (plus une liqueur ou de la glace au pruneau).
Enfin, les autres usages culinaires des armagnacs sont notamment de servir à parfumer des pâtisseries (dans la Tourtière (Gascogne)), en conserverie (les pruneaux à l'armagnac), pour faire flamber un plat (notamment de gibier, par exemple une rôtie de palombe ou de bécasse ; il était également utilisé pour le déglaçage des ortolans gras rôtis du temps où cette pratique était autorisée), pour relever une sauce ou pour faire une marinade.

### Fêtes et confréries
La mise en route des alambics en automne était traditionnellement l'occasion pour les producteurs de faire la fête avec leurs voisins. Plusieurs communes et producteurs organisent désormais des fêtes autour de l'armagnac.
La première chronologiquement parlant est organisée chaque dernier week-end d'octobre à Labastide-d'Armagnac dans les Landes, fête nommée « Armagnac en fête ». La première manifestation a eu lieu en 1999. La dernière édition s'est déroulée le 28 et 29 octobre 2023 avec l'allumage d'un alambic sur la place Royale et un marché aux armagnacs, avec dégustations du « bourret » (le moût pas encore fermenté), de la blanche (l'eau-de-vie à la sortie de l'alambic), du brûlot (flambé le dernier jour) et de différents armagnacs.
Plusieurs autres fêtes de la distillation sont organisées en novembre à Montesquiou, Margouët-Meymes, Montréal, Castelnau-d'Auzan, Eauze (« Semaine de l'Armagnac », pendant laquelle a lieu le « Concours professionnel des grandes eaux-de-vie d'Armagnac », organisé par le BNIA), Nogaro, Cazaubon, Hontanx, Arthez-d'Armagnac, Lacquy,, etc. La dernière fête est celle de la « Saint-Vincent des vignerons » à Eauze, plus orientée vers le vin avec le Concours des vins de Gascogne.
À ces fêtes municipales se rajoutent aux mêmes moments les opérations portes-ouvertes chez les producteurs et les coopératives, avec la « Flamme de l'armagnac », une manifestation pendant laquelle sont portés des flambeaux de domaine en domaine pendant le mois de novembre. Enfin, le BNIA organise des manifestations promotionnelles, en partenariat avec les restaurants, bars et cavistes, tel que « la blanche de printemps » en avril à Auch, ou « Toulouse capitale de l'Armagnac » en décembre.
Une confrérie existe depuis 1951 dans le but de promouvoir l'armagnac : la « Compagnie des Mousquetaires d'Armagnac », basée à Condom. Cette compagnie, dont le nom est inspiré par la naissance du comte d'Artagnan à Lupiac (dans le sud de l'aire d'appellation ténarèze), est présidée par Aymeri de Montesquiou (qui a le grade de capitaine) et compte plus de 3 000 mousquetaires, portant théoriquement un grand ruban bleu orné de la croix. Quinze escadrons (belge, norvégien, malais, etc.) et quelques détachements dépendent de la compagnie pour essayer d'étendre son influence.
Quant au floc, il est défendu depuis 1980 par « l'Académie des Dames du Floc » qui tient ses chapitres à Condom,.

### Musées et écomusées
Un écomusée de l'Armagnac existe à Labastide-d'Armagnac. Situé sur un domaine producteur d'armagnac en activité, l'Écomusée de l'Armagnac présente : le musée du vigneron (collection d'outils permettant de découvrir comment vivaient et travaillaient les vignerons du siècle dernier), le musée des alambics (collection d'une dizaine d'alambic, explication des principes de la distillation armagnacaise) et un parcours nature (découverte de la faune et de la flore du terroir d'Armagnac). Les visites guidées pour les groupes incluent le chai de vieillissement du domaine.
Le musée de l'Armagnac à Condom compte un pressoir. On peut y découvrir des objets et outils de la production d'armagnac.